# Abbaye Saint-Victor de Marseille
Vous lisez un « article de qualité » labellisé en 2009.
Pour les articles homonymes, voir Abbaye Saint-Victor et Saint-Victor.
L'abbaye Saint-Victor de Marseille est fondée au Ve siècle par Jean Cassien, à proximité des tombes de martyrs de Marseille, parmi lesquels saint Victor de Marseille († en 303 ou 304), qui lui donne son nom. L'abbaye prend une importance considérable au tournant du premier millénaire par son rayonnement dans toute la Provence. L'un de ses abbés, Guillaume de Grimoard, est élu pape en 1362 sous le nom d'Urbain V. À partir du XVe siècle, l'abbaye entame un déclin irrémédiable.
Depuis plus de 1 500 ans, Saint-Victor est l'un des hauts lieux du catholicisme dans le sud de la France et bien que le monastère ait été démantelé à la Révolution, l'église reste toujours affectée au culte.
En 1968, le maire de Marseille Gaston Defferre fait replacer dans les cryptes de l'abbaye la riche collection de sarcophages de la fin du IVe siècle à la première moitié du Ve siècle que contenait l'église. Ces sarcophages étaient précédemment exposés au musée du château Borély. Ce transfert fait de l'abbaye de Saint-Victor le musée d'art chrétien du premier millénaire le plus important en Provence après celui d'Arles. L'abbaye fait l’objet d'un classement au titre des monuments historiques par la liste de 1840 et par la liste de 1862. En 1934, l'abbatiale est élevée au rang de basilique mineure par le pape Pie XI.

## Histoire de l'abbaye

### Les premiers établissements chrétiens

#### Le site d'une nécropole grecque et romaine
L'église abbatiale est bâtie sur l'emplacement d’une ancienne carrière exploitée à l'époque hellénistique. La galerie à ciel ouvert atteignait sa plus grande profondeur à l’aplomb de l'actuelle chapelle Saint-André, située dans la crypte de l'abbaye sous la tour d'Isarn, où se trouve l'entrée actuelle. Cet emplacement sert ensuite à l'époque grecque et romaine de lieu de sépultures s'étendant sur une zone assez vaste et devient le troisième lieu de sépultures de la ville, sur la rive sud du Vieux-Port. Le nom de la rue Sainte conserve le souvenir de cette implantation. Plusieurs sites sont découverts non seulement sous et autour de l'abbaye mais également à proximité du bassin de carénage où des tombes sont trouvées au cours de la réalisation de ce plan d’eau et de la gare du tunnel Prado-Carénage.

#### Les signes d'un culte chrétien auIVesiècle

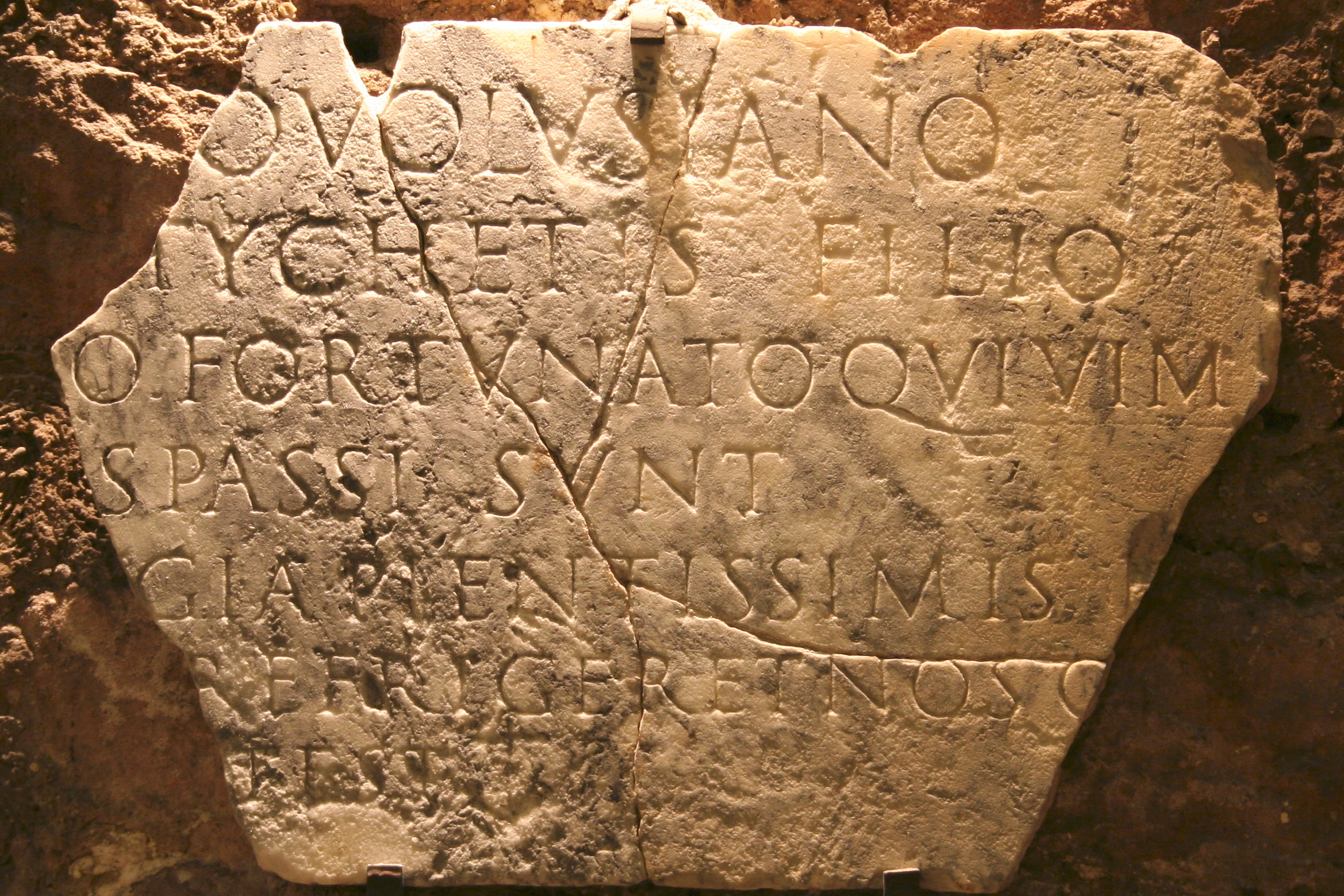
Épitaphe de Volusianus et Fortunatus.

Sur ce site, occupé par cette vaste nécropole, est établie une fondation paléochrétienne en partie rupestre qui aurait pu recevoir les corps de martyrs.
D'après Grégoire de Tours, les débuts de la mission chrétienne en Gaule remontent au milieu du IIIe siècle. Les travaux les plus récents des historiens confirment cette présence active des chrétiens à partir du IVe siècle à Marseille, et placent les citations de la venue de sainte Marie Madeleine, de saint Lazare ou des martyrs des premier et deuxième siècles au rang des légendes ,.
Le dépôt lapidaire qui occupe l'ancienne sacristie de la crypte de Saint-Victor contient une plaque de marbre retrouvée en 1839 sur laquelle figure une inscription célèbre, incomplète sur ses deux bords. Celle-ci fait l’objet d'une controverse depuis de nombreuses années, car elle peut, selon l'interprétation, démontrer l'ancienneté du martyrologe marseillais.
Deux hypothèses sont envisagées selon la restitution proposée pour le texte manquant. Pour certains, il s'agirait d'une inscription chrétienne rappelant le martyre de Volusianus et Fortunatus ayant péri par le feu durant la persécution de Dèce au milieu du IIIe siècle. Le symbole de l'ancre que l'on trouve était l'un des signes adoptés par les chrétiens, et les formules employées ne permettraient pas de doute. Pour d'autres historiens plus récents, il s'agirait simplement d'une inscription commémorant la mémoire de deux marins victimes d'un naufrage.
Dans ce cimetière paléochrétien aurait pu être enterré saint Victor. Ce personnage, aussi célèbre que mal connu, serait un officier chrétien mis à mort vers 290 sur ordre de l'empereur Maximien. Certains repoussent la date de son martyre au 21 juillet 303 ou 304.

#### Premières constructions duVesiècle
L'Église marseillaise se structure au tout début du IVe siècle ainsi qu'en témoigne la présence d'un évêque de Marseille, Oresius, au Concile d'Arles en 314. L'un de ses successeurs, Proculus ou Procule (380-430), construit un bâtiment constitué par l'actuelle chapelle Notre-Dame-de-la-Confession et l'atrium et qui sera transformé au XIe siècle en crypte par l'édification de l’église abbatiale. L'axe général de cette construction est nord-sud, donc perpendiculaire à l'orientation est-ouest de l'église supérieure actuelle. Une restitution de ce monument paléochrétien a été proposée par Michel Fixot. Proculus veut ainsi affirmer le rôle prééminent de Marseille face à Arles pourtant principale place religieuse de la province Viennoise, au sein du duché de Bourgogne. Cette rivalité religieuse et politique entre Marseille et Arles va marquer l'histoire de Saint-Victor jusqu'à l'intégration de la Provence dans le royaume de France au XVe siècle, à la mort du roi René.
Selon la tradition, le monastère est fondé par Jean Cassien. Après un long séjour auprès des moines anachorètes d'Égypte, il débarque à Marseille en 416, amené sans doute par Lazare, évêque d'Aix qu'il aurait rencontré l'année précédente en Palestine au concile de Diospolis. Cassien reste à Marseille jusqu'à sa mort entre 433 et 435. Il rassemble des disciples et écrit d'importants ouvrages qui servent de règle de vie et de base de réflexion à ceux qu'attire le monachisme. Ainsi les instructions cénobitiques ou les  conférences des pères. Ses œuvres connaissent un fort retentissement et sont recommandées par saint Benoît à ses disciples.
S'il n'est pas le créateur des monastères en Gaule, puisqu'Honorat d'Arles en avait fondé un à Lérins vers 410 ou saint Martin dans le Nord, comme Ligugé près de Poitiers (361) ou Marmoutier près de Tours (372), il est toutefois le premier à les situer en milieu urbain.

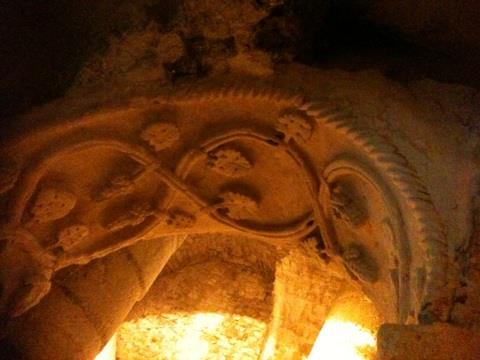
Stuc en plâtre rose à Saint Victor Marseille.

Il aurait fondé à Marseille deux monastères : un pour les femmes, l’abbaye Saint-Sauveur qui se situait au sud de la place de Lenche, l'autre pour les hommes au sud du Vieux-Port, l’abbaye Saint-Victor. Pour certains historiens, l'emplacement exact de ces monastères n'est pas connu ; ces installations sont possibles mais pas prouvées. En revanche, ce qui est certain, c'est l'élévation au Ve siècle sur le site de Saint-Victor d'un bâtiment de pèlerinage.
Leur vocation urbaine et visibilité en font rapidement des lieux de formation importants et prestigieux, contribuant à la renommée de la vie spirituelle de Marseille au Ve siècle. Les positions doctrinales, inspirées par le semi-pélagianisme, contribuent à créer une véritable école des prêtres de Marseille et susciter de nombreux débats théologiques. La richesse spirituelle de la ville, le retentissement de ses débats qui après les discussions soulevées par Cassien, portent sur les doctrines de Salvien de Marseille ; tout ceci se produit au cœur d'une cité qui continue à se développer au temps des barbares, au long du VIe siècle.

#### Déclin et abandon (VIIIe– milieu duXesiècle)
Après cette brillante époque, l'Église de Marseille entre dans une période de turbulences. Pendant les deux tiers du VIe siècle on ne peut citer les noms d'aucun évêque. Après l'évêque Pierre, attesté au début du VIIe siècle, il n'y a plus aucun nom pendant un siècle et demi : il s'agit de la preuve d'un désordre généralisé qui se répercute sur l'abbaye de Saint-Victor.
De plus, du VIIe siècle au milieu du Xe siècle, le monastère de Saint-Victor n'a plus de vie propre et partant plus d'histoire. L'évêque de Marseille s'étant installé à Saint-Victor, un abbé n'y est plus nécessaire. L'abbaye n'a d'ailleurs plus de biens en propre, sa mense et celle de l'église épiscopale sont fondues en une seule que gèrent les prélats marseillais.
Avec le VIIIe siècle, on entre dans une période mouvementée, liée notamment à l'invasion arabo-musulmane. En 736, Charles Martel prend la ville de Marseille où le duc Mauronte s'était allié avec les Sarrasins pour préserver son autonomie. Durant la période carolingienne, l'abbaye de Saint-Victor reste sous la gouvernance des évêques, qui obtiennent plusieurs diplômes royaux en faveur de Saint-Victor dans le courant du IXe siècle. Les régions méditerranéennes qui ont porté si longtemps le flambeau de la culture antique, ont subi un déclin irrémédiable à cette époque.
En 838, une flotte sarrasine venue probablement d'Espagne (à la suite de la conquête musulmane de la péninsule Ibérique) pille la ville et emmène en captivité clercs et moniales. Saint-Victor est détruite. En 848, ce sont les pirates grecs[réf. nécessaire] qui dévastent la ville. Après cette période, seul le réduit fortifié appelé château Babon, situé vers la place de la Tourette, constitue un abri efficace. En 923, les Sarrasins, débarqués dans le massif des Maures, ne peuvent s'emparer de cette citadelle, mais dévastent à nouveau l'abbaye de Saint-Victor. L'évêque de Marseille quitte la ville pour se réfugier à Arles.
Cette longue période de turbulences et d'abandon des monastères s'achève lorsque Guillaume Ier, comte de Provence et d'Arles, surnommé le « Libérateur » repousse définitivement les Sarrasins à La Garde-Freinet en 972. La paix revient en Provence.

### Saint Victor, puissance provençale

#### L'âge d'or du monastère (950-1150)
À la fin de cette période, la vie s'organise à Marseille entre trois pouvoirs stables, les vicomtes de Marseille, l'évêque et l'abbé de Saint-Victor. En 976, l'évêque Honorat quitte le monastère et une nouvelle communauté monastique se reforme. La date de la charte de l'évêque de Marseille Honorat, introduisant la règle de saint Benoît à l'abbaye de Saint-Victor a fait l'objet d'une longue controverse. Pour le père Paul Amargier, la date à retenir est le 31 octobre 977. Cette règle implique la mise en place de la libertas sur tous les plans, judiciaire comme économique. Aussi, en 1005, avant de quitter sa charge et de la transmettre à son neveu, Pons Ier, Honorat sépare les menses épiscopales et abbatiales. Les moines choisissent alors comme abbé Guifred, qui dirigeait déjà la communauté depuis l'abbaye de Psalmodie, dans le Gard.
Cette installation des bénédictins inaugure une période brillante pour Saint-Victor, sous la conduite d'hommes remarquables comme les abbés Wilfred ou Guifred (1005-1020) et Isarn (1020-1047). Ce dernier est très lié à Odilon, abbé de Cluny : « Ces deux lumières du monde ne formaient qu'un seul cœur, une seule âme ».
Le fort rayonnement de l'abbaye est également dû aux liens qui unissent les abbés de Saint-Victor aux vicomtes de Marseille et à l'aristocratie provençale, ce qui favorise l'accroissement de son pouvoir temporel et de son patrimoine foncier. Durant cette période où l'abbaye exerce une profonde influence spirituelle et culturelle dans une Provence en pleine réorganisation politique et religieuse, les possessions territoriales de l’abbaye s’accroissent considérablement : rien que dans le diocèse de Marseille, 440 églises et prieurés dépendent de Saint-Victor aux XIe et XIIe siècles. L'abbaye compte également des dépendances dans ceux d’Aix, Fréjus-Toulon, Riez, Gap, Embrun et Vaison-la-Romaine. Le monastère Sainte-Perpétue, dit « abbaye de La Celle », où Garsende de Sabran, mère du comte de Provence Raimond Bérenger IV, se retira en 1225, est aussi un prieuré de St Victor. L'abbaye possède également des domaines dans les diocèses d'Auvergne (Saint-Flour, Mende, Rodez), du Languedoc (Nîmes, Béziers, Agde, Narbonne, Albi, Toulouse) en Bigorre et en Catalogne (Barcelone). Elle obtient des possessions jusqu'en Sardaigne (Cagliari, Sassari) et en Castille (Tolède).
À Marseille, toute la rive sud du Vieux-Port appartient désormais aux moines, en particulier la zone sud-est jusqu'à l'actuelle rue Beauvau, où se trouvent de riches salines qu'ils conservent jusqu'à ce que François Ier les annexe en 1518 pour agrandir l'arsenal des Galères. Ils obtiennent le privilège de l'eau depuis Saint-Menet jusqu'à la mer. Peu à peu, ils essaiment à travers toute la vicomté, créent plus de soixante prieurés et deviennent l'un des principaux aménageurs agricoles du sud de la Provence. Plus d'une soixantaine de moines et vingt novices vivent à l'abbaye. Saint-Victor redevient un grand centre spirituel et de formation.

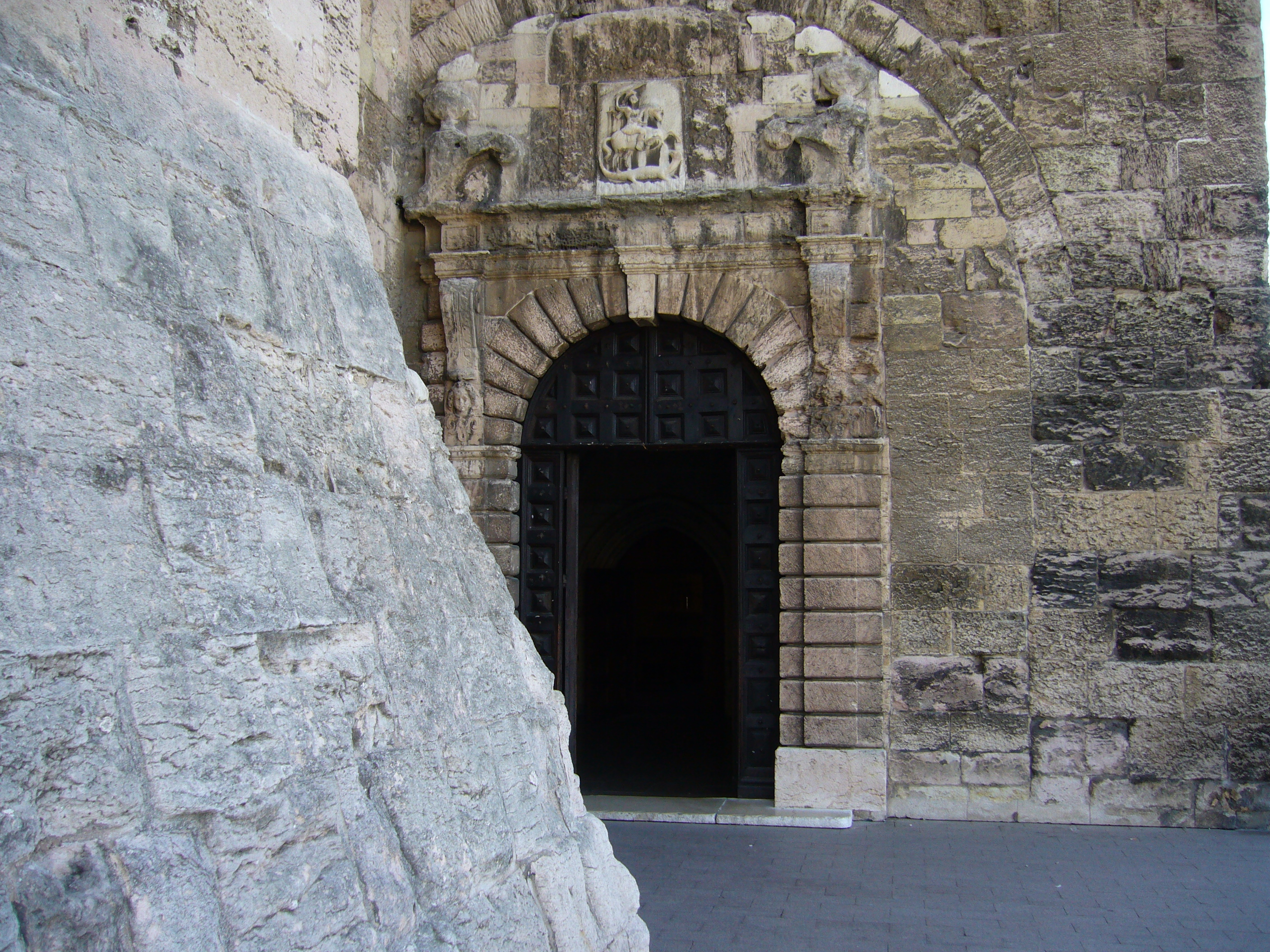
Porte d'entrée dans la tour fortifiée d'Isarn.

L'église supérieure est entièrement reconstruite. Cette restauration refondation s'accompagne d'une préservation des éléments paléochrétiens, d'un réaménagement des sarcophages et du martyrium. À la même époque sont réécrites la passion de saint Victor, la vie de Cassien et l'écriture peu après sa mort de la vie d'Isarn, les trois saints sur lesquels s'appuie cette refondation. C'est aussi l'époque de la confusion volontaire entre Lazare compagnon de Cassien et futur évêque d'Aix avec Lazare le frère de Marie Madeleine réputé premier évêque de Marseille et de leurs reliques. Yann Codou explique la nécessité pour le rayonnement de l'abbaye d'affirmer la prééminence de Marseille et de ce lieu dans l'évangélisation de la Provence, dans l'introduction du monachisme en occident par Cassien et du rôle d'Isarn dont la tombe sera placée au milieu des sarcophages au moment où le monastère adopte la règle de saint Benoît,. L'église est consacrée par le pape Benoît IX, le 15 octobre 1040, par un acte qui a fait l'objet de nombreuses études. Bien que cet acte soit apocryphe, Paul Amargier conclut que les scribes, auteurs du faux, utilisent un original qu'ils modifient pour renforcer le rôle de Saint-Victor au détriment d'Arles, en accordant à l'abbaye le titre de « Secunda Roma » ; la date de 1040 resterait valable pour la consécration.
Au cours de la seconde moitié du XIe siècle, les abbés de Saint-Victor sont Pierre (1047-1060), Durand (1060-1065), Bernard de Millau (1065-1079) et Richard de Millau (1079-1106). Ce dernier est déjà cardinal lorsqu'il est désigné par le pape pour succéder à son frère Bernard. Il est un des agents les plus actifs de la réforme grégorienne et un des meilleurs auxiliaires des papes Grégoire VII et Urbain II.
Saint-Victor bénéficie d'un avantage exceptionnel en relevant directement du Saint-Siège et non de l'évêque grâce à une bulle du pape Léon IX. Cette exemption à la juridiction de l'évêque est confirmée par les papes suivants. Les papes donnent mandat à l'abbaye pour réformer nombre d'anciens monastères. Cardinal lors de son élection en 1079, Richard de Millau devient légat du pape Grégoire VII. Nommé archevêque de Narbonne, il continue à diriger la communauté. Les abbés de Saint-Victor deviennent au XIe siècle les hommes les plus puissants de la région. En 1073, c'est Raymond, un moine de l'abbaye qui devient évêque de Marseille.
En fait, plus que la bulle de Léon IX rédigée en termes assez flous, c’est l'engagement des abbés Bernard et Richard de Millau au service du pape Grégoire VII qui marque véritablement l'émancipation de Saint-Victor vis-à-vis des structures politiques et ecclésiastiques locales et son rattachement direct à Rome. La réalisation du grand cartulaire de Saint-Victor vers 1070-1080 marque l'aboutissement du processus par lequel l'abbaye rompt tous ses liens formels avec l'évêque de Marseille et la famille vicomtale, et s'érige en seigneurie monastique directement soumise au pape. Toutefois à la mort de Grégoire VII, les monastères réformés par Saint-Victor reprennent leur indépendance.

#### La crise du milieu duXIIesiècleau milieu duXIIIesiècle
À partir du milieu du XIIe siècle, des difficultés apparaissent, lorsque la Provence devient un enjeu entre les comtes de Toulouse et les rois d'Aragon. Les revenus des prieurés et des églises rentrent peu ou mal. L'abbaye doit recourir à des emprunts et se trouve dans le dernier quart du XIIe siècle écrasée de dettes. Vers 1182, le pape Lucius III permet des aliénations de biens. Le monastère est obligé d'emprunter à des préteurs juifs qui seront dédommagés par l'évêque de Fréjus.
Une autre difficulté apparaît avec la revendication d'un pouvoir économique et politique par la bourgeoisie en formation qui crée en 1188, la confrérie du Saint-Esprit. Ils vont peu à peu s'immiscer dans les jeux de pouvoir anciennement réservés à l'abbé, à l'évêque et au vicomte.
Le 25 juin 1188, une bulle pontificale prescrit une meilleure administration, mais la situation continue de se dégrader et la discipline se relâche : absence de vie commune, vœu de pauvreté non observé et bibliothèque mise au pillage.

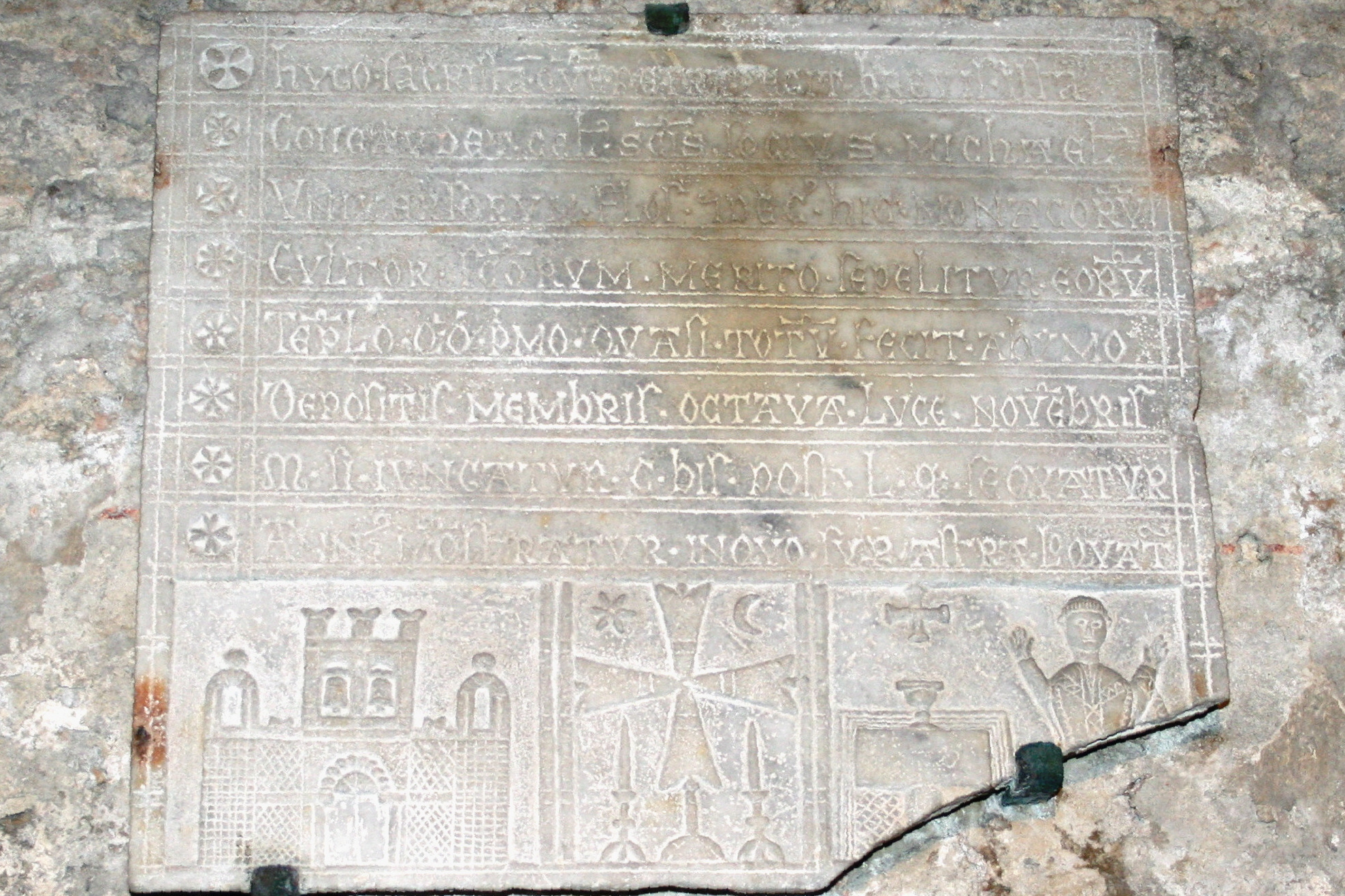
Épitaphe d'Hugues de Glazinis.

Les papes Célestin III et Innocent III essayent de restaurer la discipline dans l'abbaye. En fait, les préoccupations matérielles l'emportent sur le zèle religieux. Les différents abbés revendiquent leurs droits avec d'autant plus d'âpreté qu'ils ont des besoins d'argent pour la construction des bâtiments de l'abbaye. Les abbés ont sous leur dépendance tout le rivage sud du Vieux-Port avec les salines ainsi qu'une zone comprise entre le plan Saint-Michel (place Jean Jaurès) et la colline Notre-Dame de la Garde ainsi qu’une partie de la vallée de l'Huveaune avec ses béals (canaux) et les moulins.
Le décès en 1192 du vicomte de Marseille, Raimon Jaufre III (ou Raimond Geoffroi), dit Barral, qui n'a pas d'héritier masculin, produit un véritable imbroglio politico-religieux. Barral laisse une seule fille, Barrala, mariée à Uc IV des Baux (ou Hugues des Baux). Ce dernier, appuyé par le comte de Provence, Alphonse II roi d’Aragon (mais Alphonse Ier en tant que comte de Provence), revendique la seigneurie vicomtale de Marseille. Barral avait également deux frères tous deux ecclésiastiques : Jaufre IV (ou Geoffroi), évêque de Béziers, et Roncelin moine puis abbé de Saint-Victor.
Les Marseillais, craignant probablement que la maison des Baux ne soit trop favorable à Arles, investissent en 1193 l'abbaye de Saint-Victor en commettant toutes sortes de dégâts et en extraient l'abbé Roncelin pour le nommer vicomte de Marseille. Roncelin se marie ; le nom de son épouse n'est pas certain : Audiarz ou Alasacie. Cette situation ne semble tout d'abord gêner personne puisque Roncelin assiste à différentes réunions en tant que vicomte. La situation se détériore ensuite et, en septembre 1209, le pape Innocent III excommunie Roncelin qui se soumet en 1211, répudie sa femme et retourne à l'abbaye qui, le 22 juillet 1212 reçoit la totalité du patrimoine de l'abbé.
Les années qui suivent la mort de Roncelin en 1215 voient reprendre les conflits et la révolte de la ville contre le comte et l'évêque, le ralliement à Raymond VI, comte de Toulouse, suspect de complicité d'assassinat du légat du pape en 1208. Il s'ensuit l'excommunication de la ville en 1218, la dissolution de la confrérie du Saint-Esprit. Après moult vicissitudes, les conflits se calment peu à peu, l'évêque reconnaît l'existence de la commune en 1220, ses privilèges et droits étant confirmés par les deux souverains rivaux, Raymond VII de Toulouse et Raymond Béranger IV, le nouveau comte de Provence, en 1225. Enfin, c'est l'abbaye qui trouve un accord avec la commune qui lui reconnaît ses droits et obtient leur rétrocession pour 6 ans moyennant une rente annuelle. Les trois pouvoirs sont désormais la commune, l'abbé et l'évêque. Mais tout au long du XIIIe siècle, les conflits se succèdent, avec le transfert progressif à la commune de l'ensemble des droits seigneuriaux que conservait l'abbaye.

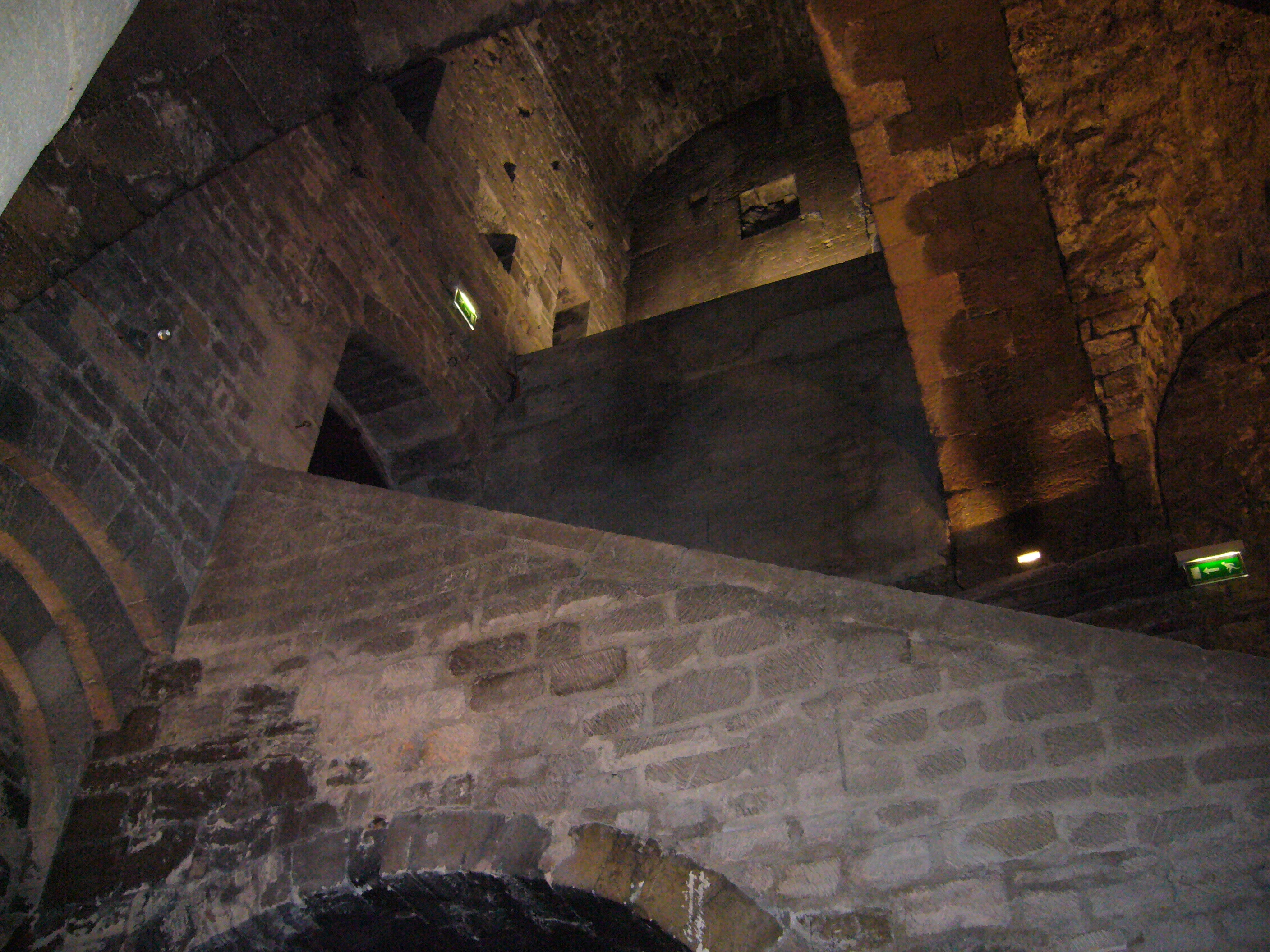
Les anciens accès à la crypte.

Au début du XIIIe siècle, la reconstruction d'une nouvelle abbatiale est entreprise, sous l'impulsion d'Hugues de Glazinis, enseveli en 1250 « dans le temple qu'il a construit presque en entier depuis les fondements » ainsi que l'affirme son épitaphe et que le précise la chronique de Saint-Victor. Les travaux débutent en 1201 et l'autel Notre-Dame dans l'église haute n'est consacré que le 3 mai 1251. La construction n’est pas achevée avant 1279. Les constructions médiévales deviennent les cryptes actuelles. La tour d'Isarn est surélevée.
En 1214, un prêtre de Marseille, maître Pierre, a l'idée de construire sur la colline dénommée « La Garde », une chapelle dédiée à la Vierge Marie. Cette colline appartenant à l'abbaye de Saint-Victor, maître Pierre demande à l'abbé l'autorisation d'entreprendre des travaux. L'abbé l'autorise à y planter des vignes, à y cultiver un jardin et à y bâtir une chapelle qui deviendra plus tard la basilique Notre-Dame-de-la-Garde.

#### Les remaniements d’Urbain V

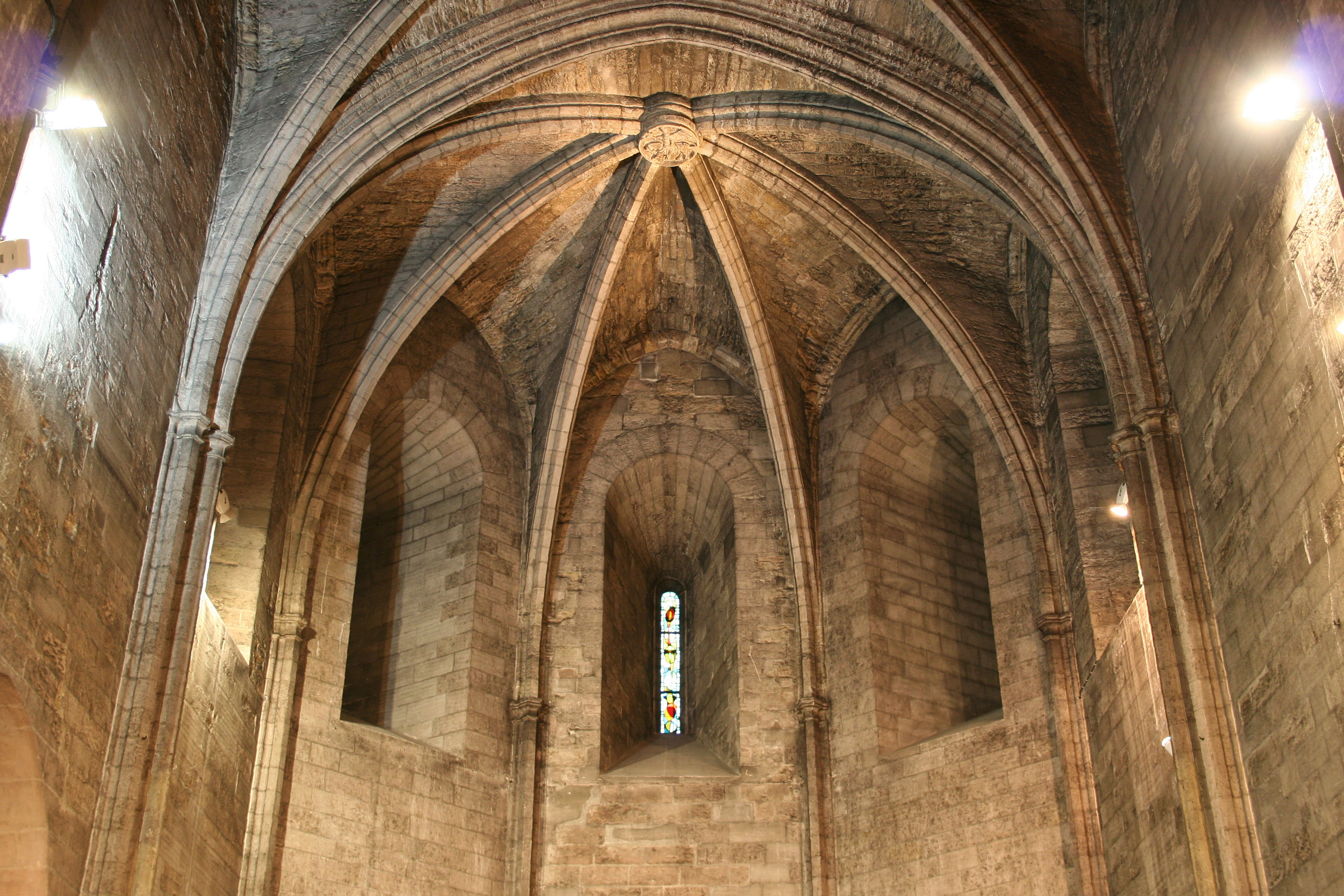
Chœur édifié au XIVe siècle.

Guillaume de Grimoard, abbé de Saint-Victor en 1361, est nommé pape en 1362 sous le nom d'Urbain V. Il confie l'agrandissement de l'église à Rastin, maître maçon, qui dès le 9 janvier 1363 commence avec vingt-deux ouvriers à entreprendre les travaux sur l'église supérieure. Saint-Victor jouant un rôle important dans le système de fortifications de la ville de Marseille, l'abbaye prend un aspect défensif : une tour bâtie sur le croisillon nord fait office de donjon et les quatre contreforts autour du chœur jouent le rôle de tourelles. La partie supérieure de ce donjon, dotée de vingt-trois cloches, a disparu. Le chœur est formé d'une travée voûtée d'ogives suivie d’une abside carrée. Une chapelle est ajoutée dans le collatéral nord entre la tour d'Isarn et le donjon.
En 1365, probablement le 11 octobre 1365, Urbain V vient s'assurer de la bonne réalisation des travaux. Marseille l'accueille somptueusement : il est reçu à l'église Saint-Lazare, aujourd’hui au débouché de l’autoroute A7, par l'évêque Guillaume Sudre. Le pape, entouré de ses cardinaux, gagne ensuite le couvent des Trinitaires, la place de Lenche, les Accoules, puis Saint-Victor.

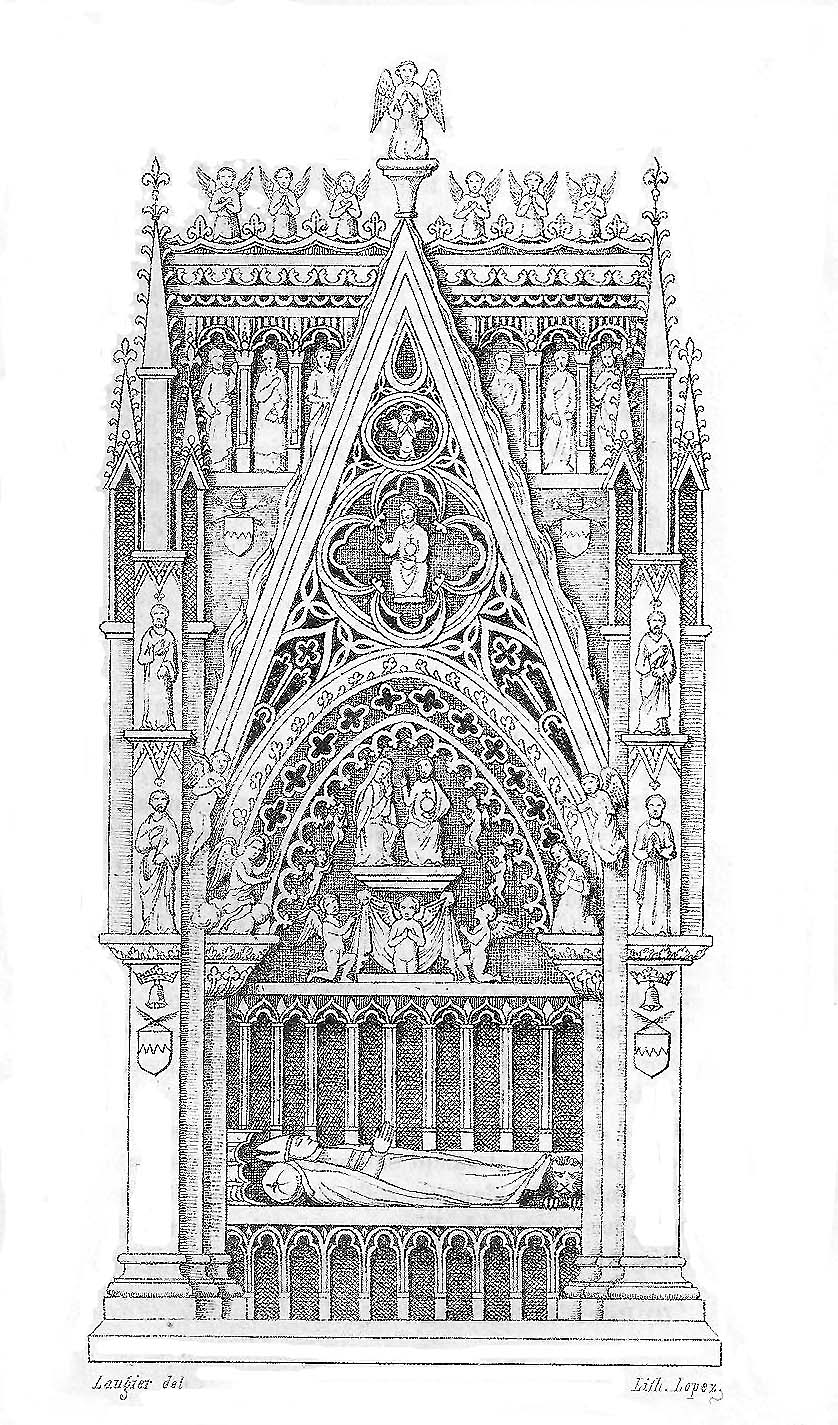
Tombeau du pape Urbain V.

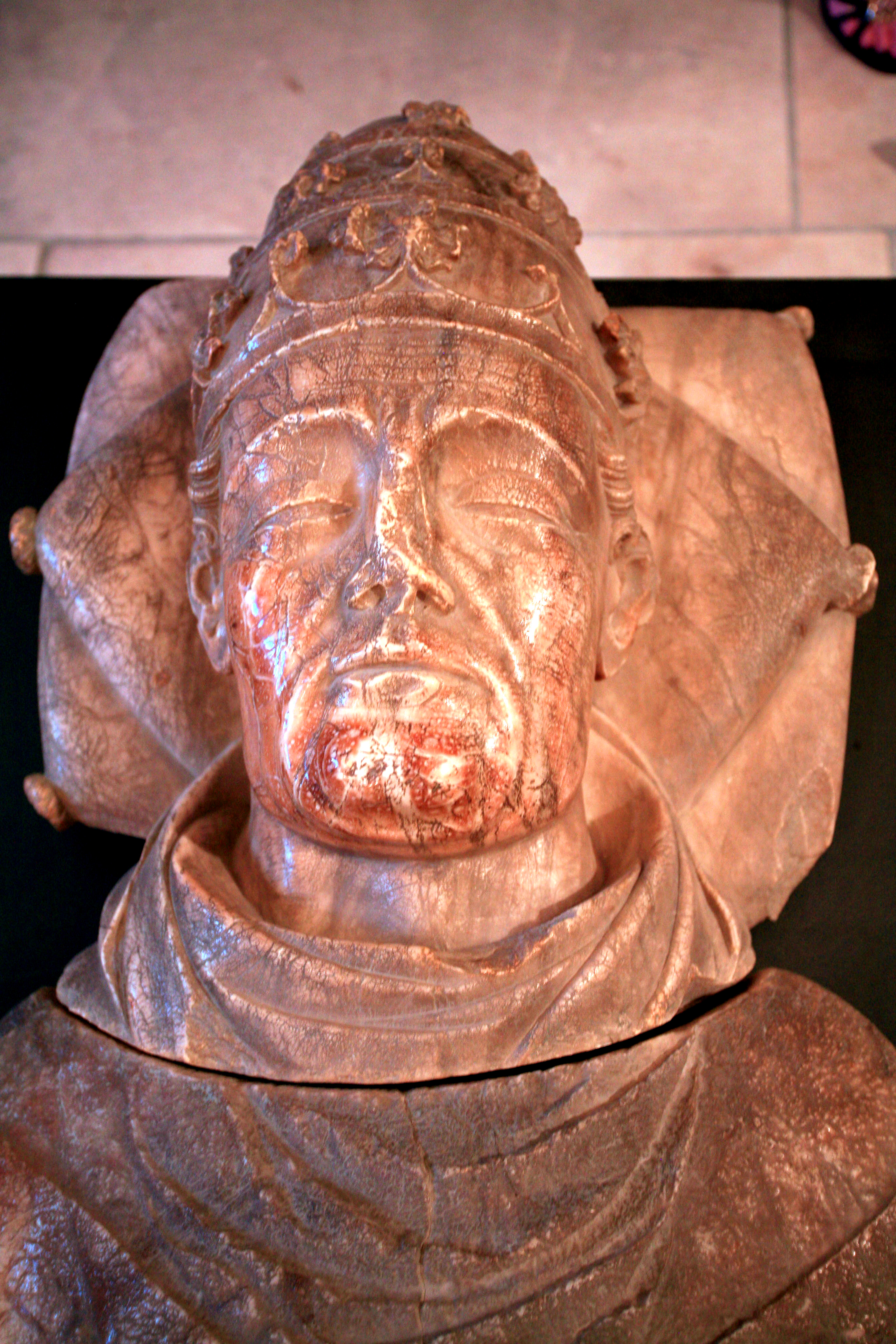
Buste du pape Urbain V, église du Collège Bénédictin de Saint-Martial d'Avignon.

Urbain V confirme l'affranchissement de la juridiction épiscopale, Saint-Victor dépend directement du pape.
Urbain V décède le 19 décembre 1370 à Avignon. Il est d'abord inhumé à Notre-Dame des Doms. Ayant demandé que ses ossements soient portés ensuite à Marseille dans l'abbaye de Saint-Victor, son cercueil prend le 31 mai 1372 la route de Marseille. La cérémonie d’inhumation à Saint-Victor a lieu le 5 juin 1372 sous la présidence de son frère, le cardinal Anglic de Grimoard. De nombreux prélats assistent à cette cérémonie ainsi que plusieurs abbés dont Étienne Aubert, abbé de Saint-Victor. Il est inhumé dans le tombeau commandé par son successeur Grégoire XI au maître tailleur de pierre Jean Joglari. Il s'agissait d’un monument de 7 mètres de haut et de 3,75 mètres de large où était sculpté le gisant, le tout placé dans le chœur, à gauche. On peut avoir une idée de la forme de ce tombeau d'après un dessin de la fin du XVIIIe siècle et d'après le tombeau d'Innocent VI toujours en place dans la chartreuse de Villeneuve-lès-Avignon. Ce tombeau d'Urbain V a malheureusement disparu. On discerne sur le mur du chœur les traces des colonnes et du pinacle arrachés ; c'est, avec une série d’arcs trilobés en pierre, tout ce qui reste du monument, démonté à la fin de l’ancien régime, et dont on ne sait s'il a été dispersé ou trop bien caché. Le gisant placé en 1980 est un moulage de celui qui se trouvait sur le cénotaphe de l'ancienne église de Saint-Martial à Avignon. Le cercueil qui était cerclé de fer et couvert de velours n'a pas été retrouvé.

### Décadence et disparition du monastère

#### XVeetXVIesiècles
Les enrichissements dus à Urbain V marquent une des dernières grandes périodes de l'abbaye, qui souffre, comme le reste de la Provence et de la ville, des ravages de la peste (1348), puis des conflits incessants, des grandes compagnies, des désastres multiples de la guerre de Cent Ans. Ce n'est qu'après 1430 que la vie renaît progressivement. Au début du XVe siècle, l'abbaye donne asile à l'antipape Pierre de Lune dit Benoît XIII qui avait dû s'enfuir d'Avignon avant de regagner l’Espagne. L'antipape siège à deux reprises dans l'abbaye de Saint-Victor (1404 et 1407) qui devient, pendant plusieurs mois, le véritable siège de la cour pontificale. Ces séjours coûtent fort cher à l'abbaye.

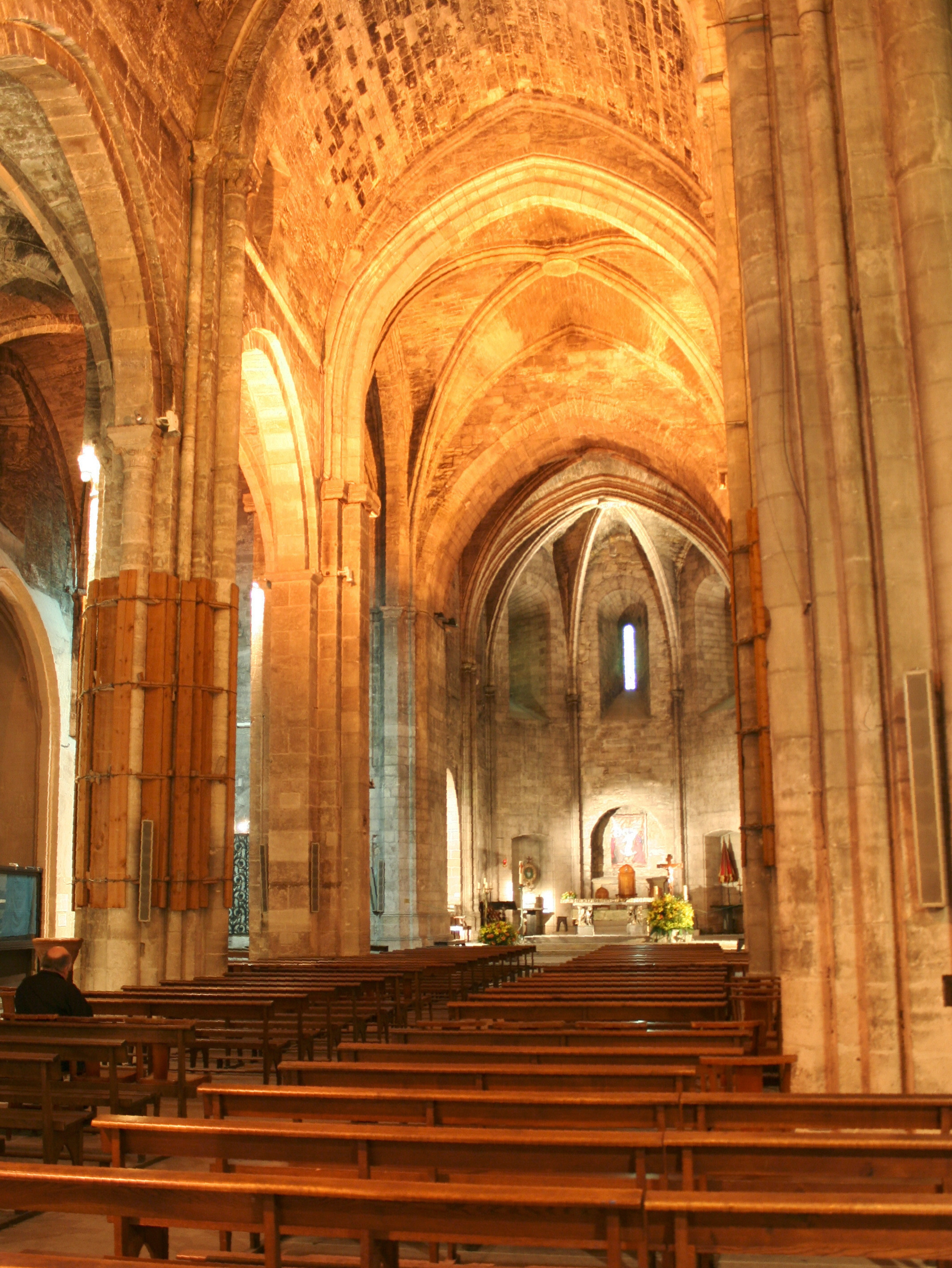
Nef et chœur.

Le cardinal Jean Balue, qui avait été emprisonné par Louis XI en 1469 au château de Loches où il resta près de douze ans, est enfermé en avril 1481 dans l'abbaye.
À partir du XVIe siècle, les moines victorins enfreignent la règle de leur fondateur saint Benoît. Des moines désertent le monastère et lui préfèrent la ville où ils logent. De plus, ils s'habillent richement car ils sont souvent des cadets de la noblesse provençale. Par leur tenue vestimentaire, ils entendent manifester leur appartenance à cette noblesse mais un tel comportement est un grave manquement à la règle monastique.
L'abbaye de Saint-Victor possédait une importante bibliothèque connue grâce à un règlement de 1198 de l'abbé Mainier et à un inventaire de 1374. Cette bibliothèque comptait de nombreux ouvrages de théologie et de liturgie, mais aussi de droit, d'histoire, de littérature ancienne, de médecine et de sciences. Pour expliquer la disparition de cette bibliothèque et se basant sur le passage de Louis Antoine de Ruffi qui écrivait en 1696 « la plupart des manuscrits de cette bibliothèque furent portés en France », l’érudit J.A.B. Mortreuil suppose que Julien de Médicis, abbé de Saint-Victor de 1570 à 1584, avait offert à sa parente la reine Catherine de Médicis, les manuscrits de son abbaye. Cette hypothèse provoqua une violente polémique entre Mortreuil et Augustin Fabre qui suppose, sans aucune preuve, que c'était Richelieu qui s'était fait donner la plupart des livres.
Pendant la Ligue, sous la dictature de Charles de Casaulx, l'abbaye est prise par les hommes du duc de Savoie placés sous la conduite de Méolhan, gouverneur de Notre-Dame de la Garde, puis reprise par les marseillais..

#### La sécularisation au Grand siècle
Après la mort de Charles de Casaulx, aucune réforme de Saint-Victor n'est entreprise. Le 22 septembre 1648, les échevins écrivent au cardinal Mazarin pour lui faire savoir qu'ils interviennent auprès du pape pour demander la sécularisation de l’abbaye. Le pape Innocent X refuse d’accorder une bulle de sécularisation et préfère confier le sort du monastère marseillais à la congrégation bénédictine de Saint-Maur qui avait relevé les monastères de Montmajour, Saint-Denis et Saint-Germain des prés.
À la fin du XVIIe siècle, Louis XIV s'émeut des désordres constatés au sein de l'abbaye et approuve le 4 avril 1662 un concordat signé entre les bénédictins réformés de Saint-Maur et les moines de Saint-Victor. Le 21 juillet 1669, Louis XIV promulgue un règlement qui révoque le concordat. Cependant, malgré leurs promesses, une partie des moines poursuivent leur vie dissolue. En 1708, Mgr Vintimille du Luc, évêque de Marseille, constate que la clôture du couvent n'existe plus et que des religieux louent des maisons en ville pour courir le bal.
Pendant la peste de 1720, l'attitude des moines, contrairement à celle de l'ensemble du clergé, n'est pas courageuse. Les moines ne savent que se renfermer derrière les murailles de leur monastère dont ils murent soigneusement toutes les ouvertures et se contentent d'envoyer quelques aumônes et d'annoncer qu'ils se mettent en prières pour le salut commun.
Le 13 juillet 1726, bien que l'abbé Jacques de Goyon de Matignon, ancien évêque de Condom, y soit hostile, le pape Benoît XIII érige Saint-Victor en église collégiale dont le chapitre est composé d'un abbé, d'un chantre, d'un trésorier et de seize chanoines. Par la sécularisation les moines deviennent chanoines. Le 17 décembre 1739, le pape Clément XII publie une bulle de sécularisation. En 1774, un décret royal en fait un chapitre noble dont les membres doivent être provençaux ayant quatre ascendants nobles. À partir de cette date les chanoines portent le titre de chanoine comte de Saint-Victor. Une bulle les autorise à ne porter hors du chœur qu’un scapulaire pour tout habit religieux.
Le dernier abbé de Saint-Victor est le prince Louis François Camille de Lorraine Lambesc. Il meurt en août 1788 et n'est pas encore remplacé lorsqu'éclate la Révolution, quelques mois plus tard.

#### Le démantèlement sous la Révolution
À la veille de la Révolution, l'abbaye Saint-Victor constitue un vaste ensemble qui s'articule en deux parties distinctes par rapport à l’église actuelle :
- au sud se trouve le cloître, un dortoir ou dormidium, la salle capitulaire et un édifice appelé le lavabo des moines alimenté par un puits. Ces bâtiments s'étendent jusqu'à l’axe médian de l'avenue de la Corse actuelle ;
- au nord sont construits un petit cloître et le palais de l'abbé. Ces constructions qui barrent la rue Sainte, occupent une partie de la place Saint-Victor et le jardin du square Berthe-Albrech.

Les murs extérieurs de ces constructions sont renforcés par des tours carrées crénelées. Les différents aspects de cette abbaye nous sont connus par différents plans ou gravures, notamment par les dessins de Joseph Marchand qui a réalisé différents croquis durant la période révolutionnaire.

Dessins de Joseph Marchand
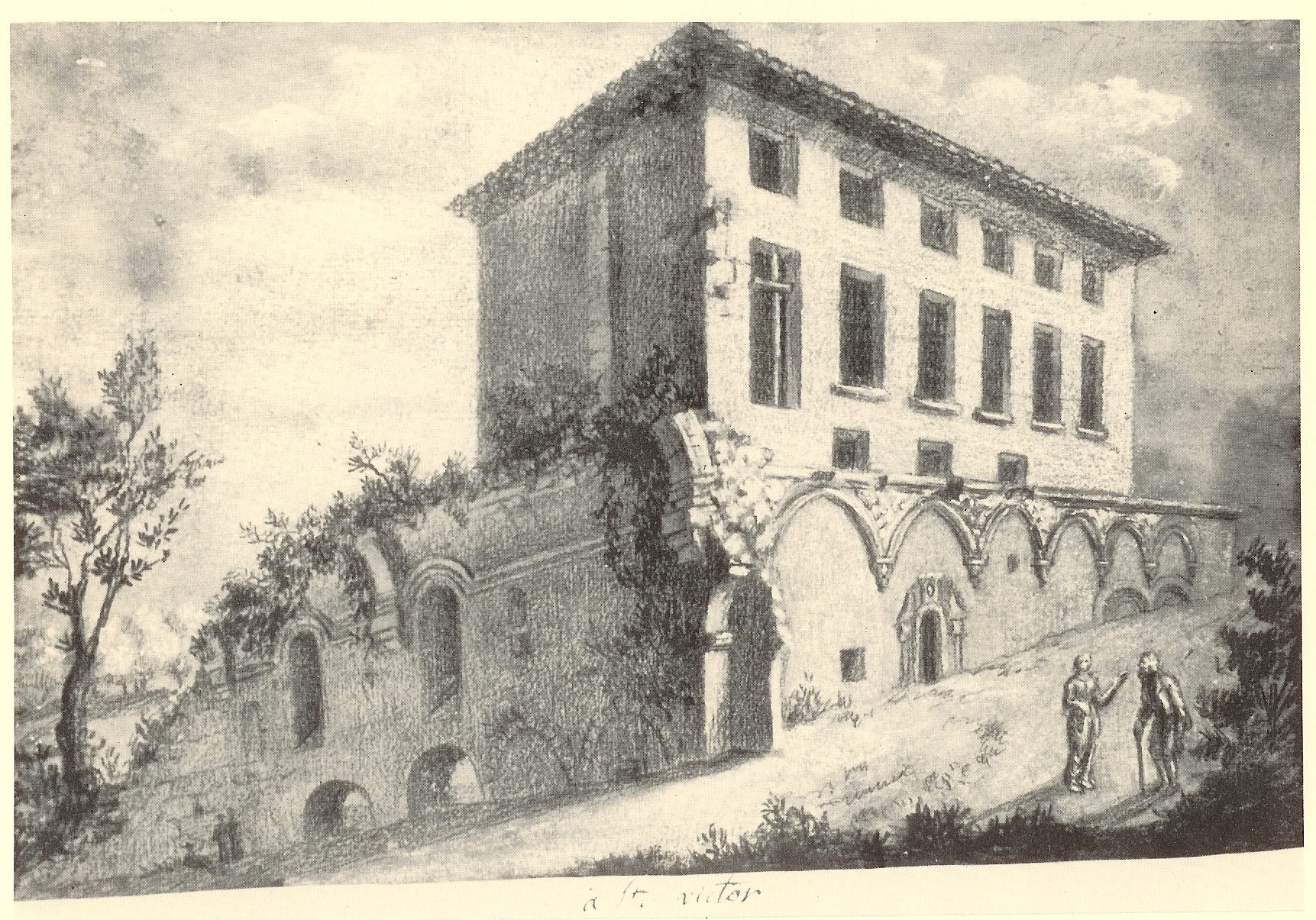
L'abbaye à la fin du XVIIIe siècle.
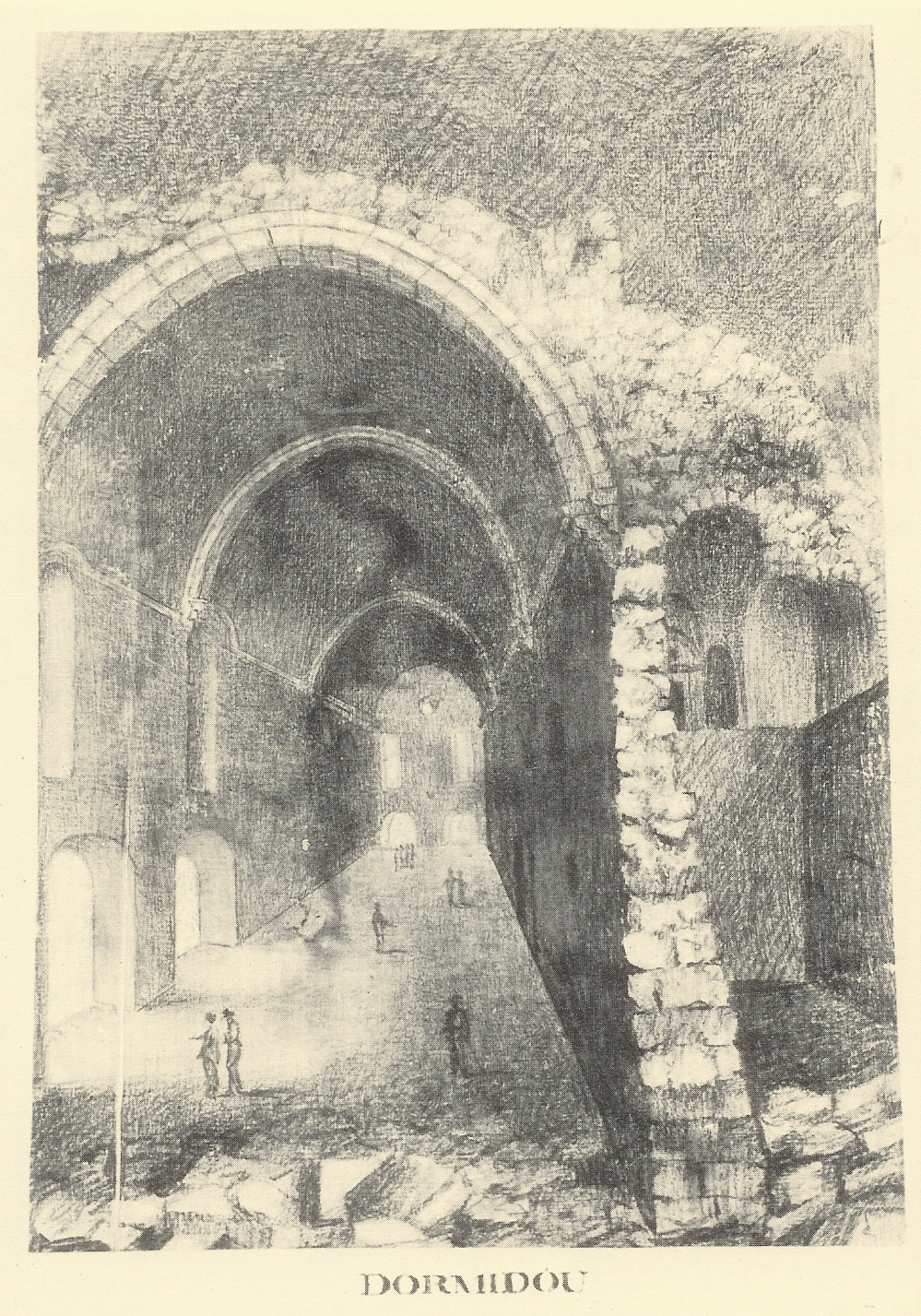
Dortoir de l'abbaye à la fin du XVIIIe siècle.
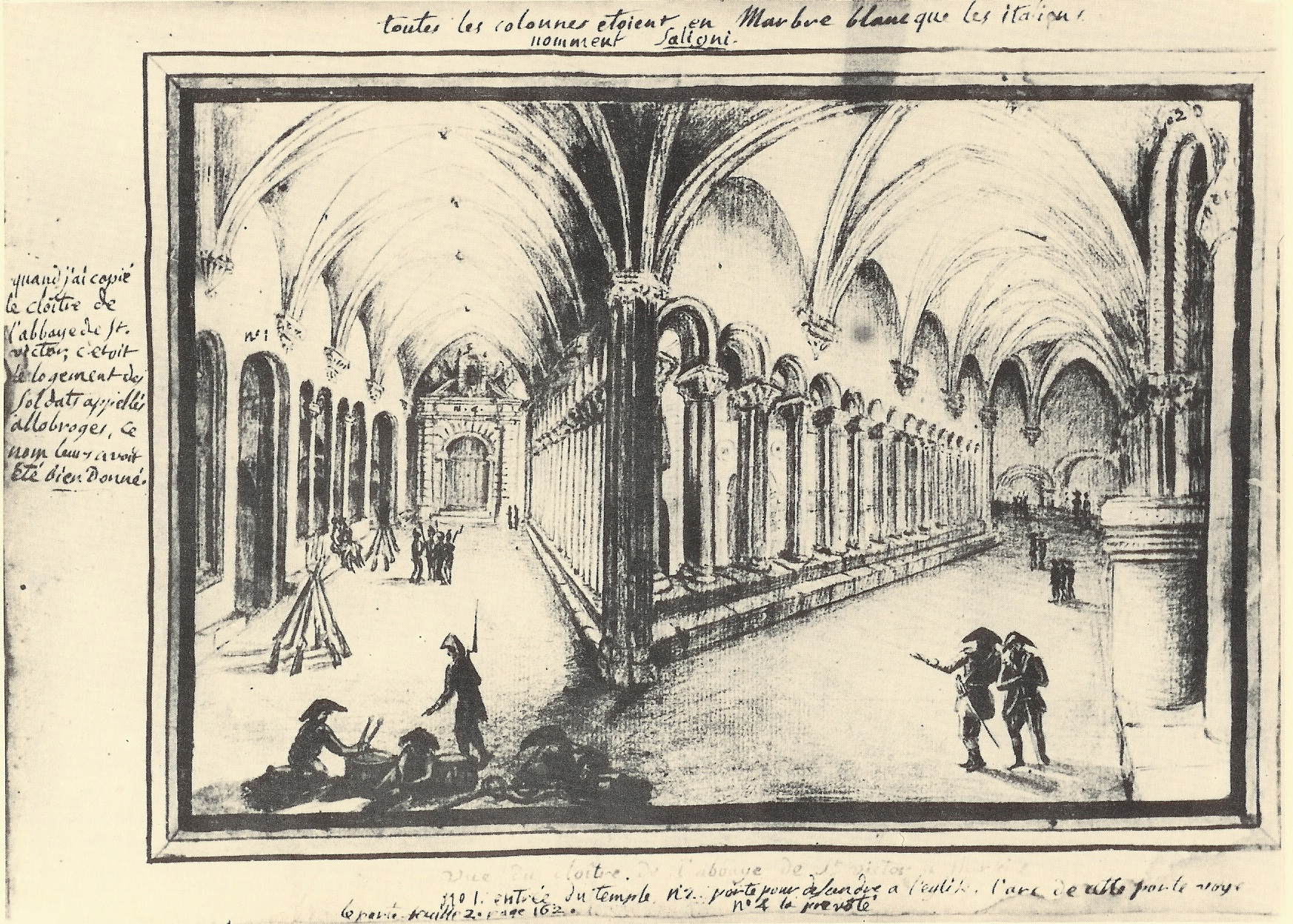
Cloître de l'abbaye à la fin du XVIIIe siècle.

L'Assemblée constituante, par décret du 2 novembre 1789 met les biens de l’Église, dont les biens des congrégations, à la disposition de la Nation.
Par le décret du 13 février 1790, elle interdit les vœux monastiques et supprime les ordres religieux réguliers. L'abbaye devient donc bien national en 1791. Huit lots sont mis en vente en juin 1793, mais aucun ne trouve acquéreur. En juillet 1793, une adjudication est lancée sur la base de onze lots. Ainsi commence le démembrement avec la destruction du cloître. Mais un fait plus grave arrive avec la signature par Barras, Fréron, Saliceti et Ricord, du décret du 6 janvier 1794, qui prévoit la destruction des églises ayant servi de siège aux réunions des fédéralistes. L'abbaye ayant été le siège de la section numéro 20, la destruction de l’abbaye est relancée.
En 1794, l'abbaye et les deux églises sont dépouillées de leurs trésors, les reliques sont brûlées, l'or et l'argent servent à battre des monnaies et le lieu devient un dépôt de paille et de foin et même une prison. Selon Joseph Marchand, si l'église est conservée, c'est parce qu'elle abrite des forçats. C'est ce même Joseph Marchand qui laisse des témoignages montrant que le cloître sert à héberger la Légion des Allobroges.
Au cours de l’année 1797, un calme relatif permet à certains de demander l'utilisation de l'ancienne église pour célébrer leur culte ; mais le bâtiment est récupéré par l'armée pour y stocker des fourrages pour ses chevaux. En décembre 1802, l’archevêché reprend possession des lieux. La décision de restitution au culte de l'église de Saint-Victor est prise le 14 janvier 1803. Cette décision est effective le 19 mai 1804 pour l'église supérieure et en 1822 pour les cryptes.

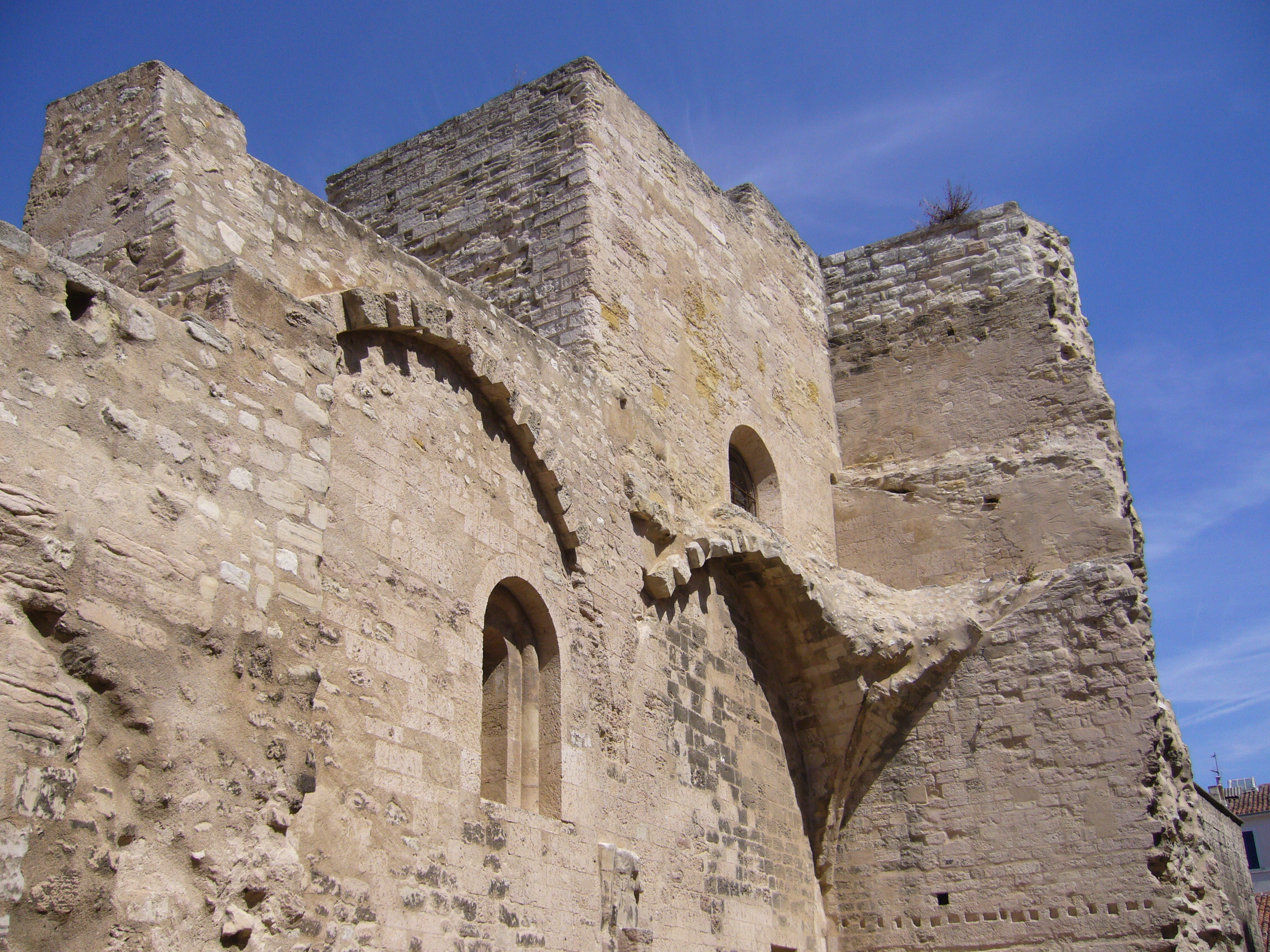
Les restes du cloître après démolitions.

Les destructions du cloître et de l'ensemble des bâtiments, commencées sous la Révolution, se poursuivent jusqu’au milieu du XIXe siècle. La rue Sainte est prolongée de même que la rue de la Corderie qui prend le nom d’avenue de la Corse.
Des voies nouvelles sont créées :
- la rue de l’Abbaye qui longe la travée sud de l'église et nécessite la destruction du cloître ;
- la rue du Commandant-Lamy, reliant la rue Sainte et l'avenue de la Corse, est réalisée à l'emplacement du dortoir.

Des bâtiments sont construits entre la rue de l’Abbaye et l’avenue de la Corse où se trouve le presbytère actuel édifié en 1860, dans les caves duquel se trouve le puits qui alimentait en eau le lavabo des moines.

## L'église actuelle

### L'église supérieure
| A- Porche d'entrée             | 1- Sarcophage à strigiles et croix au centre                                |
| B- Chapelle du Saint Sacrement | 2- Autel en marbre du Ve siècle                                             |
| C- Nef                         |                                                                             |
| D- Travée droite (côté sud)    | 3- Sarcophage d'Abraham                                                     |
| E- Travée gauche (côté nord)   | 4- Notre Dame de la sagesse 5- Statue de Saint Lazare                       |
| F- Transept                    | 6- Tableau de Michel Serre 7- Reliquaire 8- Tableau de Papety 9- Reliquaire |
| G- Chœur                       | 10- Autel 11- Emplacement du tombeau d'Urbain V                             |
| H- Sacristie                   |                                                                             |
| I- Chapelle du Saint Esprit    | 12- Fonts baptismaux                                                        |
| J-Entrée de la crypte          |                                                                             |

Plan de l'église supérieure.

L'église comprend deux parties bien distinctes : d'une part la nef et d'autre part le transept et le chœur. L'entrée se situe dans la tour d’Isarn.

#### Le porche d’entrée

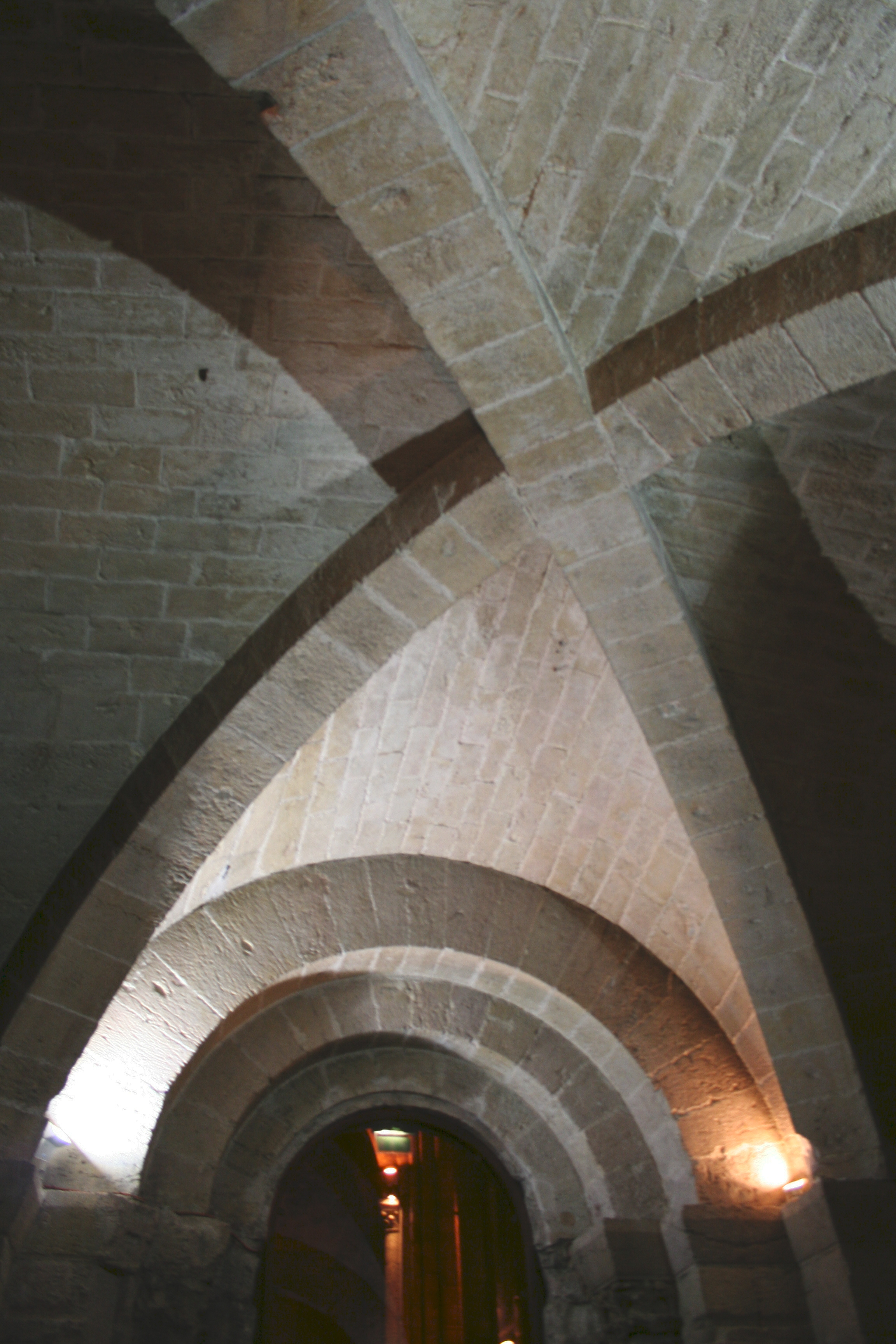
Voûte du porche.

La porte d'entrée est située à l'est dans la tour d'Isarn. Ce porche est très sobre ; la voûte très bombée repose sur deux puissants arcs d'ogive de section rectangulaire, sans clef de voûte, qui retombent sur des piliers à arêtes vives insérés dans les angles.
À l'intérieur du porche, se trouve un sarcophage en marbre de Carrare datant de la fin du IVe siècle ou du début du Ve siècle. Ce sarcophage a été découvert au cours de fouilles effectuées dans le sous-sol de cette pièce. L'ornementation est simplifiée au maximum avec, au centre, une croix latine placée dans un compartiment rectangulaire encadré par deux grands panneaux de strigiles.

#### La nef

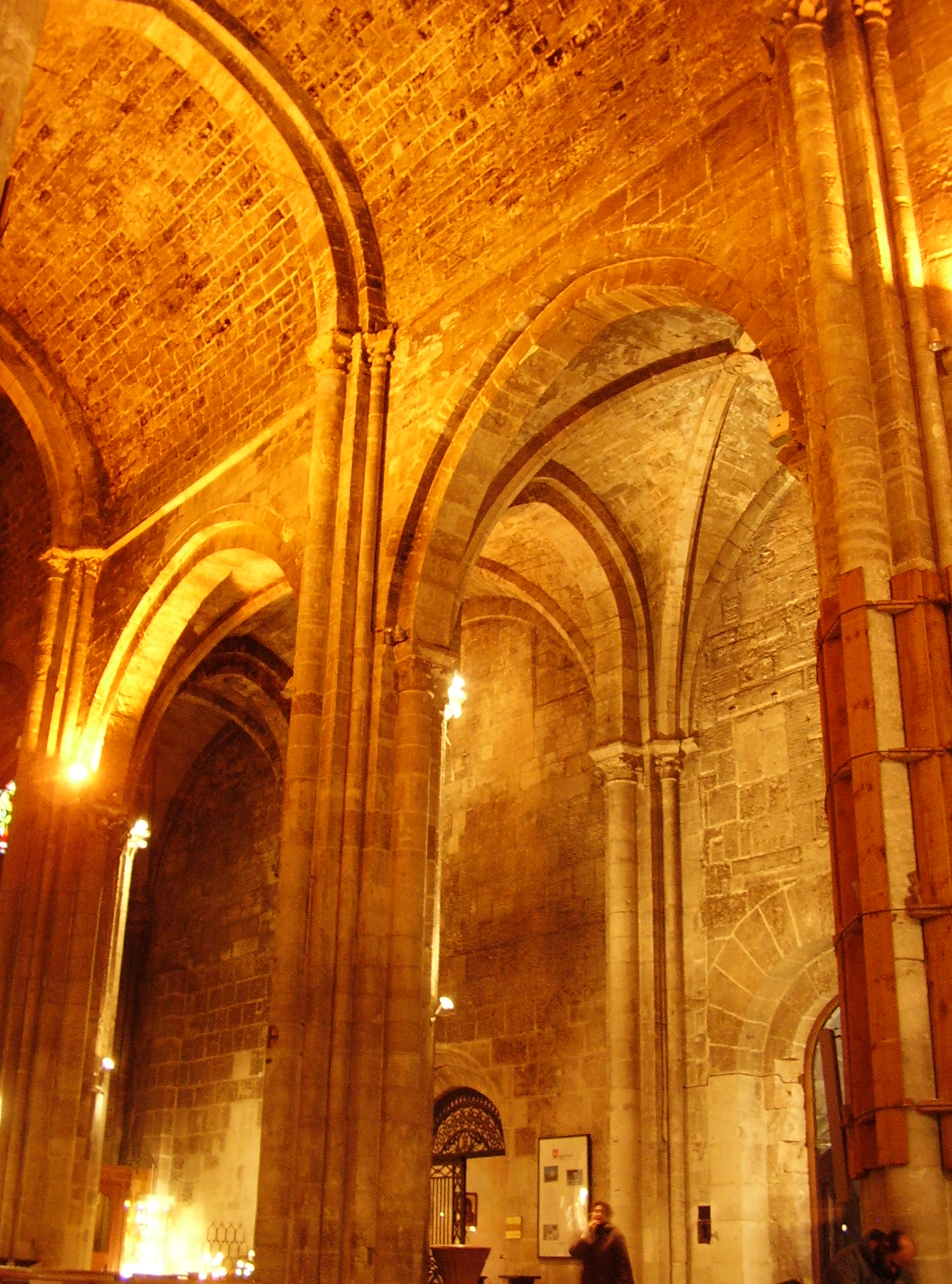
Deux travées de la nef, avec les colonnettes inutilisées, à la naissance de la voûte.

La nef avec ses quatre travées et ses bas-côtés est de style gothique. Ils remontent à l'abbatiat d’Hugues de Glavinis mort en 1250. Des voûtes d’ogives étaient initialement prévues partout, mais pour la nef l'architecte préféra adopter des berceaux brisés, laissant inutilisées les colonnettes qui devaient recevoir la retombée des ogives. La nef évoque ainsi l'époque romane. Au XVIIe siècle un éclairage direct de la nef est réalisé en perçant les voûtes de fenêtres.
Au fond de la nef, placé sur une tribune, se trouve l’orgue construit en 1840 par A. Zieger. En 1974, le buffet dessiné par D. Godel (Genève) est construit par la maison Foix de Marseille tandis que le facteur d'orgue J. Dunand de Villeurbanne réalise la partie instrumentale en réutilisant une vingtaine de jeux de Zieger. Sous cet orgue se trouve l'accès à la crypte.

##### Travée gauche

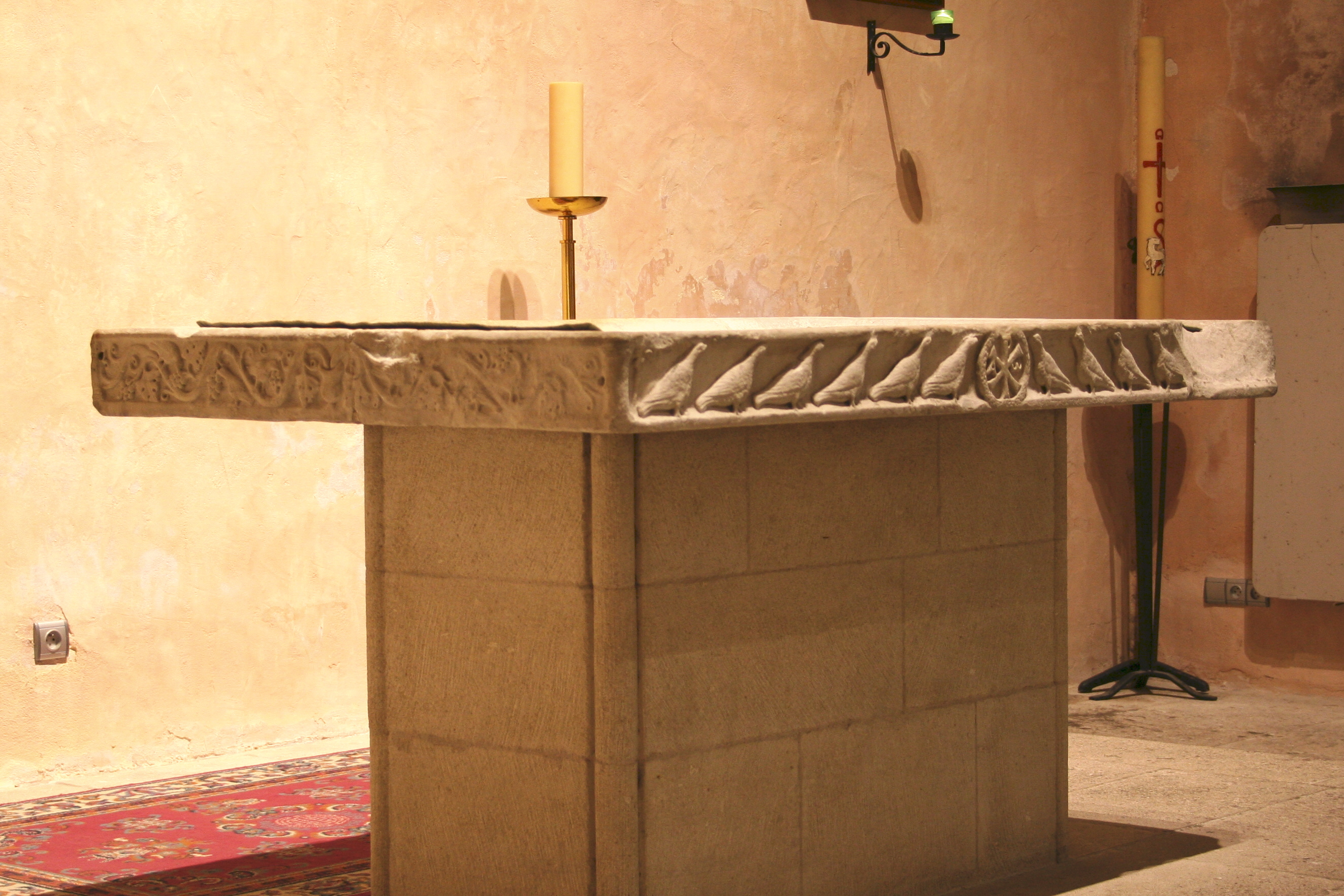
Table d'autel en marbre, avec frises de colombes, Ve siècle.

Au fond de cette travée, près de l'orgue, se situe l'entrée de la chapelle du Saint-Sacrement. À gauche de cette entrée est placée la statue de Notre-Dame de la Sagesse réalisée d'après une vierge catalane du XIe siècle. Dans cette chapelle se trouve une table d'autel en marbre blanc (L = 1,78 × l = 1,12) qui date du Ve siècle et présente sur sa face antérieure deux groupes de six colombes encadrant l'emblème christique. Au revers, le même emblème central est entouré de brebis. Sur les petits côtés sont figurées des frises de colombes picorant des grains de raisins d'un sarment de vigne.
Dans la chapelle située entre la tour d'Isarn et la tour d’Urbain V, se trouve une statue de saint Victor, patron de la ville de Marseille, sculptée par Richard Van Rhijn, installée dans la basilique le 24 janvier 2007 et bénite par Mgr Georges Pontier, archevêque de Marseille.

##### Travée droite
Au fond, sous l'orgue, se trouve l'accès à la chapelle du Saint-Esprit où a été placé un puits à margelle monolithique en provenance de Saint-Rémy de Provence et servant de fonts baptismaux. Dans cette chapelle se trouvent également une tête de Christ sculptée et une tapisserie de Lorimy-Delarozière représentant le Saint-Esprit.
Dans la travée suivante, une passerelle de bois permet d'apercevoir en sous-sol la partie sud de la crypte avec la chapelle Saint-Blaise et l’Atrium.

##### Sarcophage d'Abraham

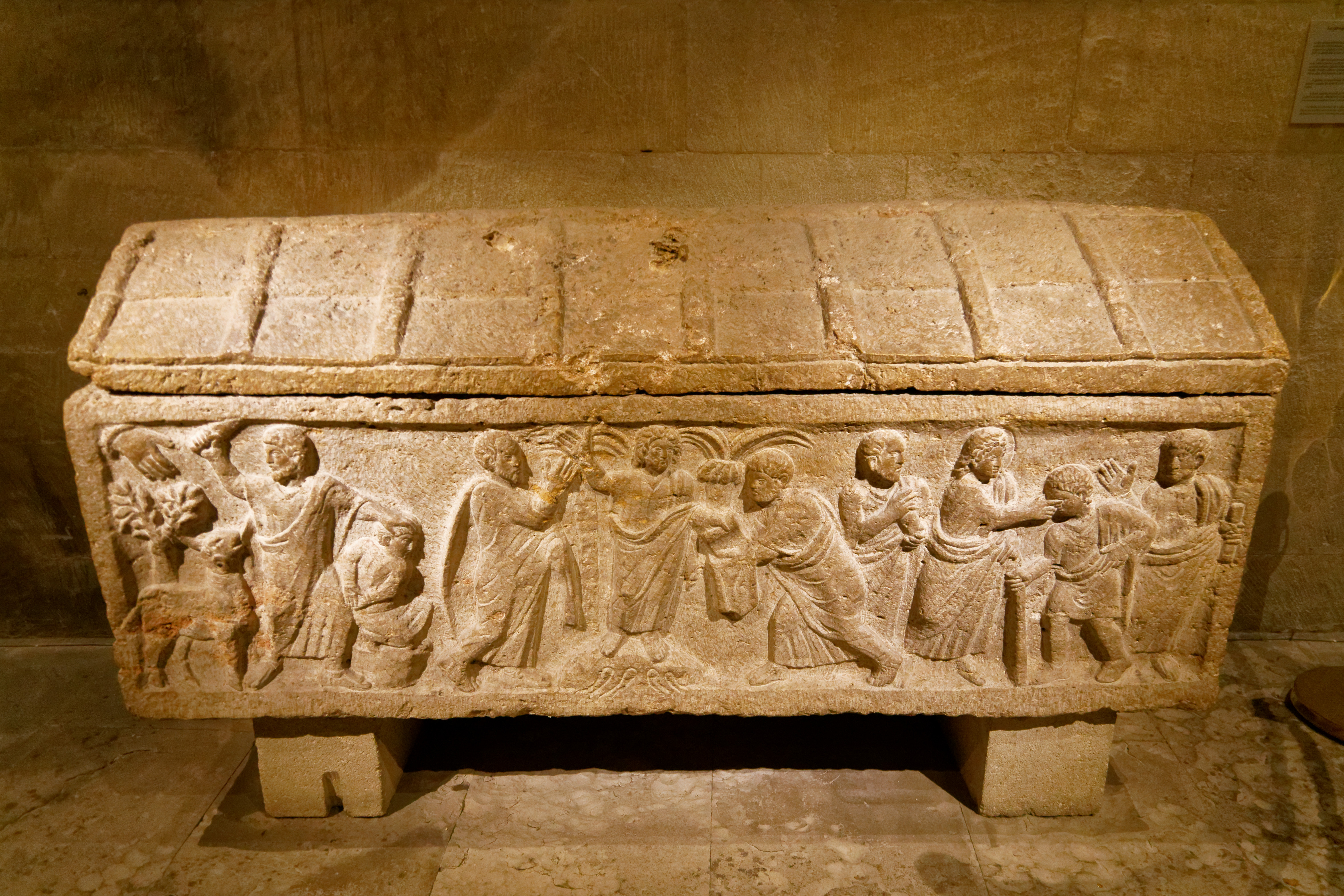
Sarcophage représentant le sacrifice d'Abraham.

Dans la travée suivante, sous une tapisserie de Lorimy-Delarozière représentant l'Apocalypse, juste en face du porche d'entrée, est exposé un très beau sarcophage en travertin de couleur jaunâtre. Le couvercle est en bâtière dont une pente représente une toiture. Sur la face longitudinale sont représentés le sacrifice d'Abraham et la guérison de l'aveugle. Ce sarcophage (L = 1,93 × l = 0,70 × h = 0,58), exhumé en 1970 à l’occasion de travaux de consolidation et de reprise en sous œuvre d’un pilier de la nef, a fait l’objet d’études archéologiques très approfondies.
Intérieur du sarcophage.
Les restes de vêtements et le squelette ont été étudiés par une équipe de chercheurs et techniciens du laboratoire de conservation, restauration et recherches archéologiques du CNRS à Draguignan. La personne inhumée est une femme âgée d'une vingtaine d'années, d'une taille de 1,57 m. Son type anthropologique n'a pu être déterminé. Cette jeune adulte présentait des séquelles de poliomyélite antérieure aiguë au niveau de la jambe droite. Les vêtements en soie comportaient notamment une tunique décorée de bandes tissées et d'un galon rehaussé de fils d'or. Sur la tête de la personne était placée une couronne de végétaux, symbole de victoire et de vie éternelle. Cette personne devait occuper un rang social élevé comme le suggèrent la richesse des sculptures du sarcophage, le vêtement de soie, une croix d'or posée sur le front et l'emploi de l'encens, ingrédient onéreux à l'époque.
Sculptures du sarcophage.
Les représentations sur un grand côté de la cuve se répartissent en trois groupes :
- à gauche, représentation d'Abraham qui va sacrifier son fils Isaac : il brandit de la main droite un couteau tandis que, de la gauche, il maintient son fils accroupi. La main de Dieu apparaît dans le ciel pour retenir son geste tandis qu'un bélier tire un pan du manteau d'Abraham pour manifester sa présence. Dieu demande ainsi de remplacer les sacrifices humains par des offrandes d’animaux ;
- au centre, le Christ barbu est sur une montagne d'où s’écoulent les quatre fleuves. De la main gauche, il donne un rouleau à Pierre et lève la droite au-dessus de Paul qui l'acclame. Deux palmiers encadrent la figure du Christ ;
- à droite, deux personnages encadrent le Christ qui guérit un aveugle en lui touchant les yeux de l'index. Le Christ est imberbe et porte une longue chevelure se répartissant de part et d’autre du visage. La scène de la guérison de l’aveugle évoque la symbolique du Christ lumière du monde[Ram 4].

#### Le transept
Le transept nord est percé d'un oculus et celui du sud d'un arc plein cintre. Dans chaque bras, des niches grillagées abritent une collection de reliquaires. Au fond du transept sud est exposé un tableau de Papety représentant Saint-Joseph et l'enfant Jésus tandis que le transept nord est décoré par un tableau de Michel Serre représentant la Vierge. Dans le transept sud se trouve l'accès à la sacristie.

#### Le chœur

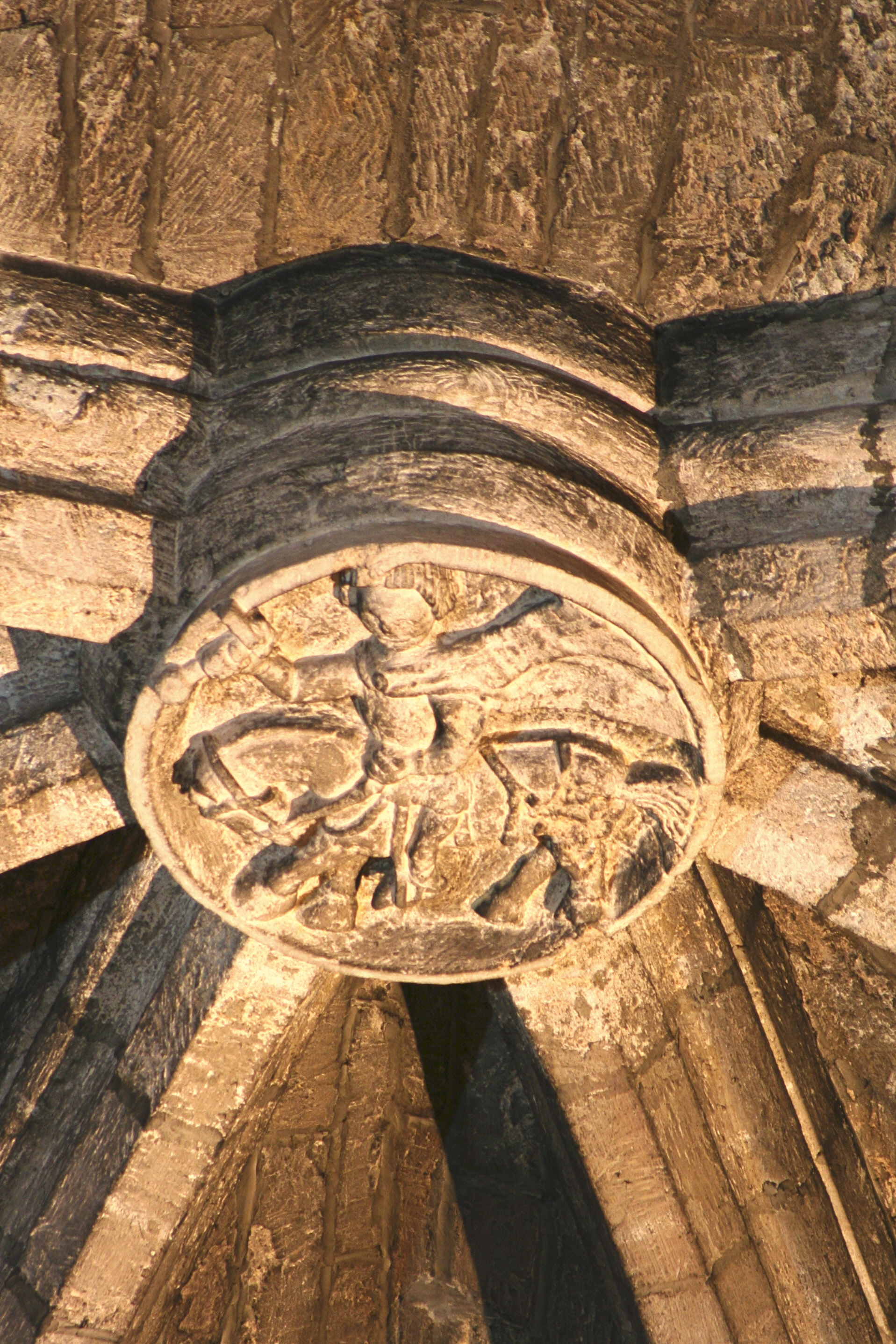
Clef de voûte.

La partie orientale, côté rue Saint-Victor, qui comprend le transept et le chœur fut reconstruite par le pape Urbain V. L'abside à cinq pans est flanquée de quatre énormes contreforts crénelés. Elle formait une saillie sur l'enceinte du monastère et constituait une véritable forteresse avec des murs allant jusqu'à 3,25 mètres d'épaisseur. Le pied des murs est fortement taluté.

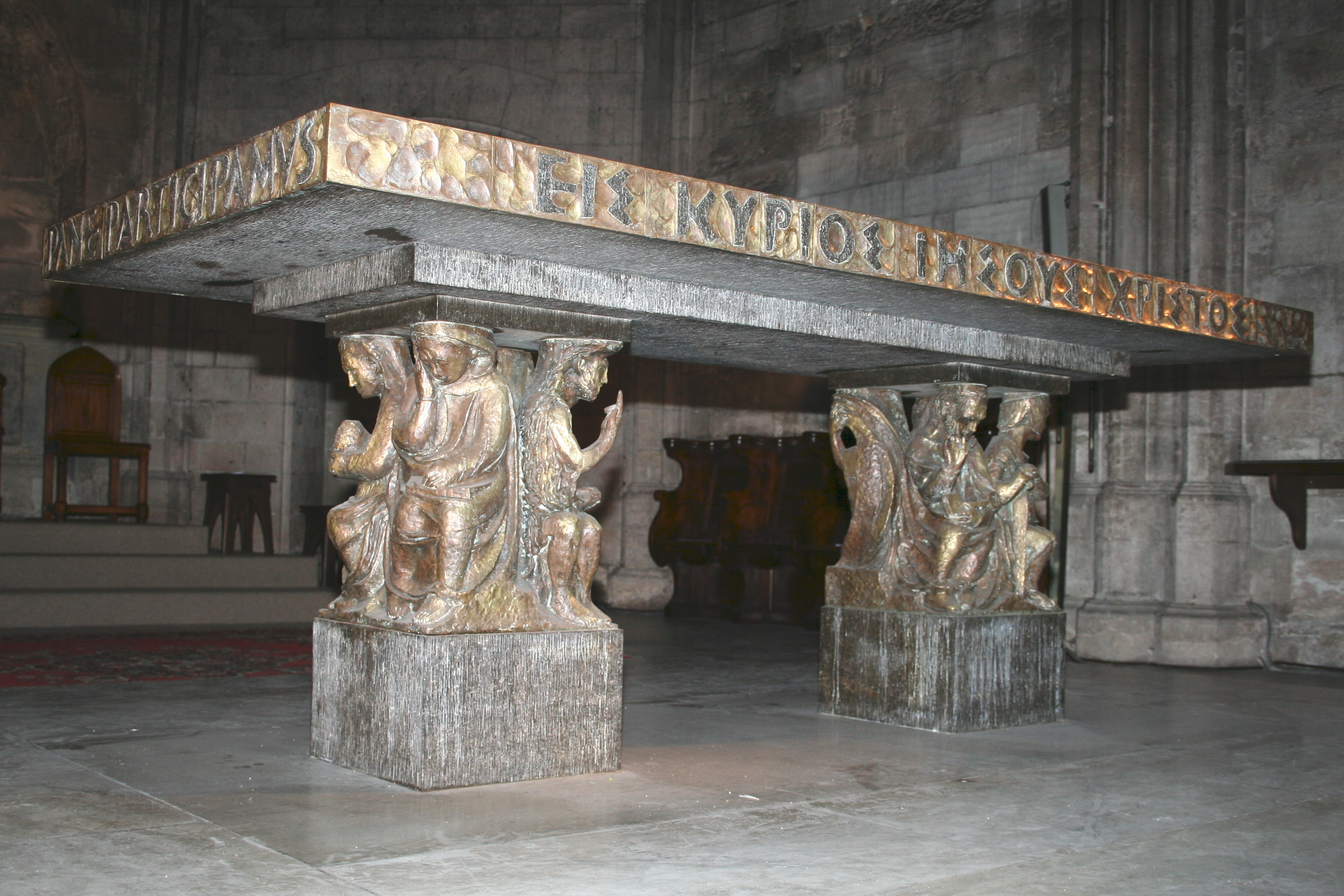
Maître autel de Jean Bernard et des compagnons du devoir.

L'abside est éclairée par trois baies étroites placées dans de profondes embrasures. Du côté de l’évangile (à gauche) se trouve un enfeu qui est tout ce qui reste du monument funéraire sculpté en 1372 pour le pape Urbain V.
Le tabernacle et le maître autel, consacrés en 1966, sont des œuvres de Jean Bernard et des compagnons du Devoir. Le maître autel est en pierre et en bronze. On trouve sur la frise des paroles de saint Paul : en grec « un seul seigneur Jésus Christ ». Cet autel est supporté par deux pieds comportant quatre statues chacun :
- saint Victor, saint Pierre, saint Paul, saint Cassien
- saint Jean-Baptiste, Urbain V, saint Lazare, sainte Marie-Madeleine[boi 1].

La clef de voûte du chœur date des années 1360-1370. Elle représente saint Victor à cheval. Le harnachement de la monture et les vêtements du cavalier sont d'une représentation très fidèle.

#### Le grand orgue de tribune
La première trace d'un orgue dans l'église de l'abbaye date de 1630 (orgue de 16 jeux et deux claviers commandé aux frères Eustache, augmenté d'un clavier et d'un pédalier en 1765).
En 1839, la construction d'un orgue neuf de trois claviers et de trente jeux est confiée à Augustin Zeiger (qui réemploie des tuyaux en place) mais dès la fin du siècle François Mader déplace le positif dans le chœur, réduisant le grand orgue à une quinzaine de jeux.
En dépit de quelques interventions (notamment de la maison Michel-Merklin-&-Kuhn), l'orgue demeurera mutilé jusqu'à de premières modifications en 1964 puis sa reconstruction quasi-totale en 1975 par Pierre Chéron et Athanase Dunand pour obtenir l'instrument actuel. 
Le grand orgue actuel est configuré avec console en fenêtre et positif de dos. Il est composé de cinquante jeux répartis sur quatre claviers de 56 notes et un pédalier de 32 notes.

### La crypte
| A- Escalier d'accès         | |
| B- Chapelle Saint-Mauront   | 1- Quatre du nombre des sept dormants d'Éphèse 2- Sarcophage des compagnons de saint-Maurice 3- Sarcophage de saint-Maurice                                                                             |
| C- Chapelle d'Isarn         | 4- Pierre tombale d'Isarn 5- Sarcophage de sainte-Eusébie 6- Sarcophage des compagnes de Sainte-Ursule 7- Épitaphe de Glazinis 8- Fresque des moines bâtisseurs                                         |
| D- Chapelle Saint-André     | |
| E- Ancienne sacristie       | 9- Épitaphe Fortunatus et Volusianus 10- Sarcophage du Christ trônant 11- Sarcophage des brebis et des cerfs 12- Sarcophage de l'Anastasis 13- Couvercle de sarcophage à acrotères 14- Épitaphe païenne |
| F- Martyrium                | 15- Vierge noire 16- Sarcophage de Saint-Cassien 17- Tombe des saints Chrysante et Darie |
| G- Chapelle saint Lazare    | 18- Sarcophage de saints Innocents |
| H- Atrium ou plan carré     | 19- Mosaïque |
| I- Chapelle saint Blaise    | |
| J- Chapelle saint Hermés    | |
| K- Ancien accès à la crypte | |

Schéma des cryptes de l'abbaye

L'accès à la crypte s'effectue par un escalier situé au fond de la nef sous les orgues. On pénètre directement dans la salle de la chapelle Saint-Mauront qui sert, avec les autres salles de la crypte, de soubassement à la partie ouest de l'église supérieure.

#### Chapelle Saint-Mauront
Dans cette chapelle sont exposés les sarcophages des sept dormants, de saint Maurice et des compagnons de saint Maurice.

##### Les quatre des sept dormants

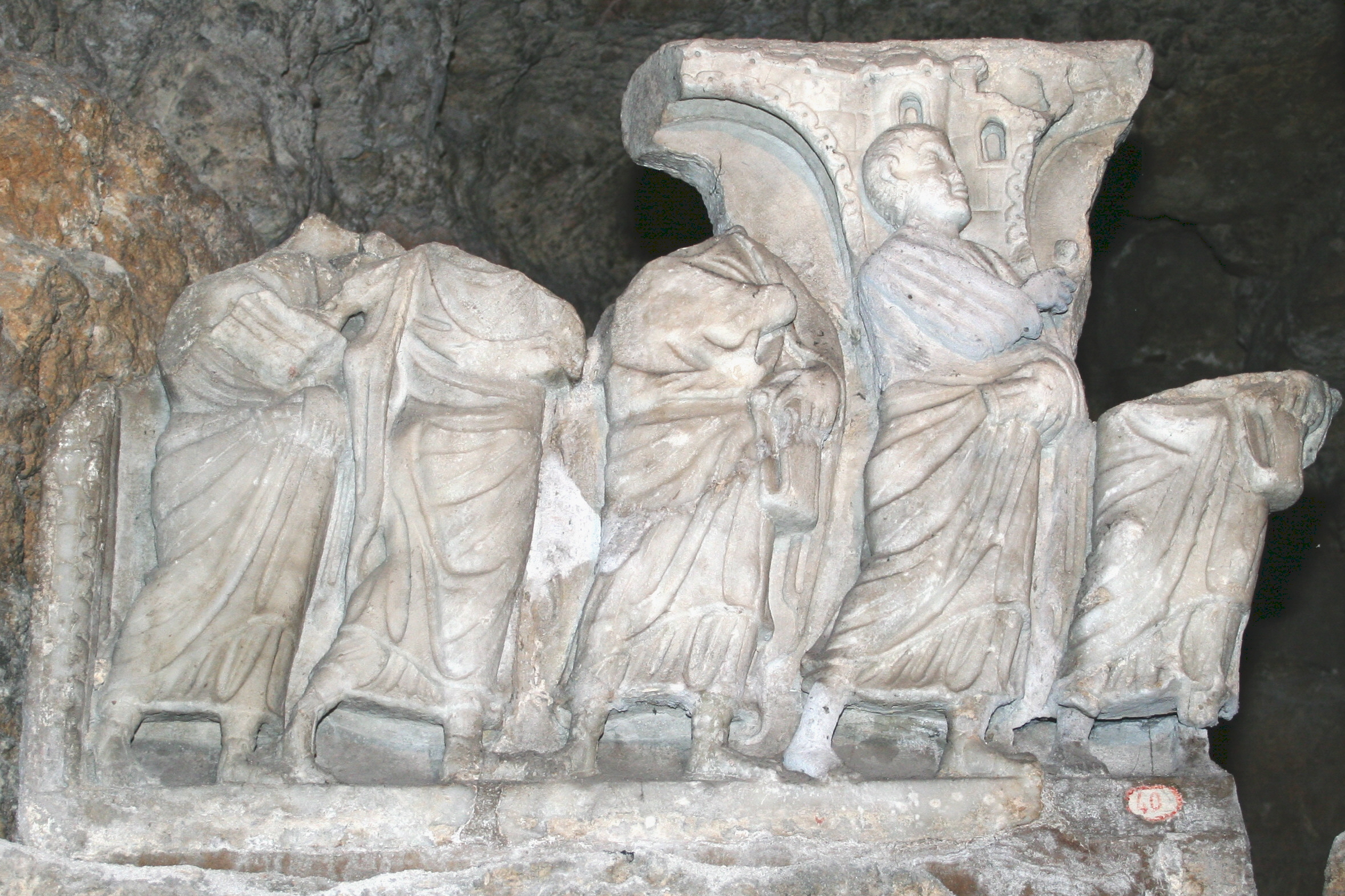
Les quatre des sept dormants.

Il s'agit d'un fragment du coin gauche d'un sarcophage en marbre de Carrare datant de la fin du IVe siècle. Il représente une procession de cinq apôtres ; l'ouvrage complet devait représenter au centre le Christ sur une montagne donnant la loi à saint Pierre, entouré des douze apôtres. Les personnages évoluent sous un décor rythmé de créneaux et de portes fortifiées. Selon Jean-Baptiste Grosson, ce bas relief a été probablement tiré d'un cimetière pour orner le tombeau que les moines de Saint-Victor disaient être celui des sept dormants. Dans son histoire de Marseille, Louis Antoine de Ruffi a représenté ce sarcophage.

##### Sarcophage de saint Maurice
La grande face de ce sarcophage (L = 2,22 × l = 0,68 × h = 0,57), dit de saint Maurice, datant de la fin du IVe siècle, est découpée en sept arcades ornées de coquilles et portées par des colonnes torses avec des chapiteaux dérivés du corinthien. Au centre, est figuré le Christ imberbe, assis sur un trône au pied duquel se trouve une brebis qui lève la tête vers lui, image du défunt appelé au paradis. De part et d'autre du Christ, se trouvent les douze apôtres groupés deux par deux : ils sont assis et portent un rouleau ou un livre.

##### Sarcophage des compagnons de saint Maurice

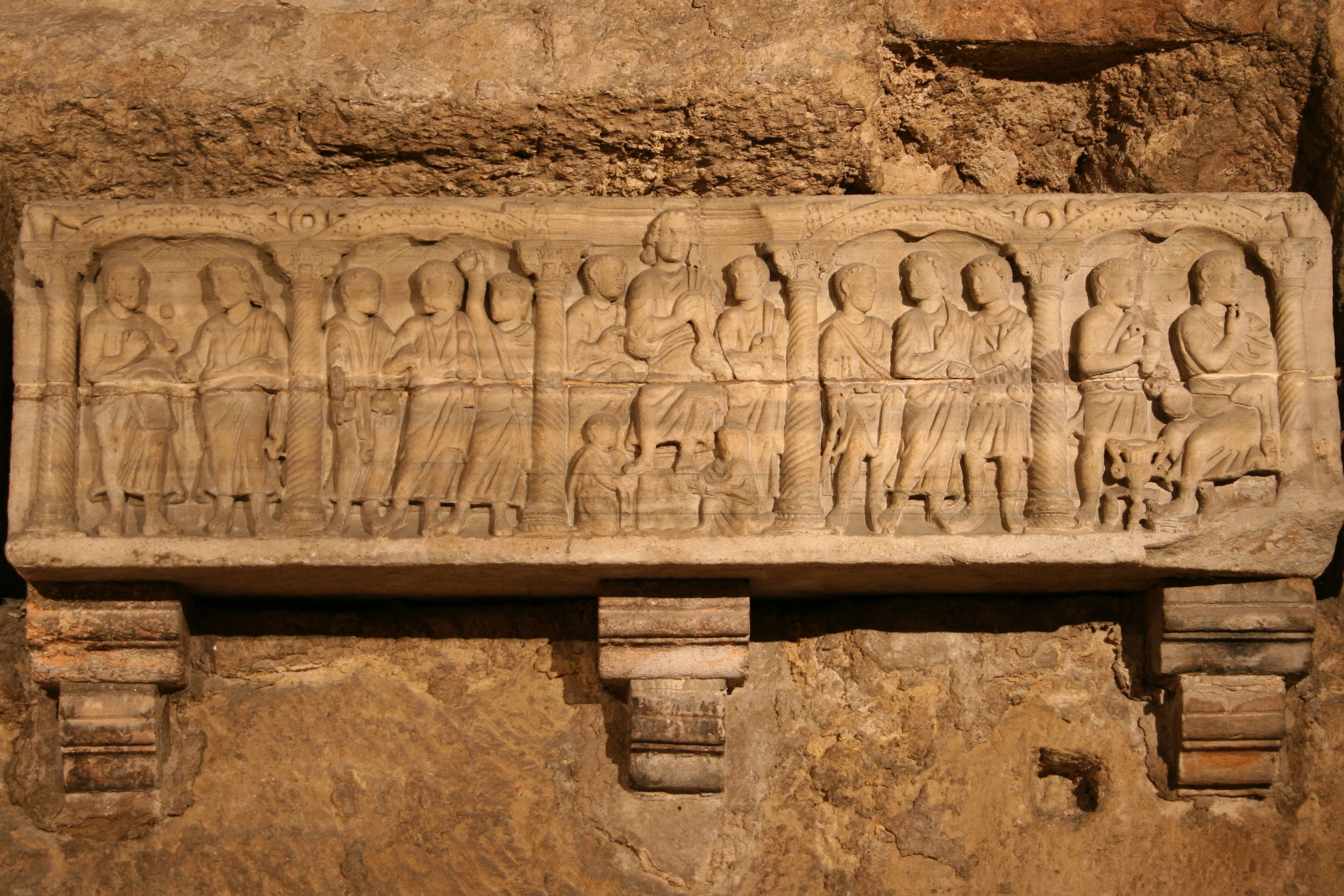
Compagnons de saint Maurice.

Ce sarcophage (L = 2,10 × l = 0,55) en marbre de Carrare date de la fin du IVe siècle. La grande face est divisée en cinq compartiments avec, au centre, le Christ enseignant à deux apôtres Pierre et Paul, d’où la deuxième appellation de ce sarcophage « le Christ docteur ». À droite, sont figurées l'arrestation du Christ, puis sa comparution devant Ponce Pilate à qui on apporte une aiguière pour qu'il se lave les mains. À gauche, le Christ apparaît à l'apôtre Paul représenté barbu et le front dégarni. Puis est représentée la lapidation de Paul à Lystra

#### Chapelle d'Isarn
Dans cette chapelle se trouve, en contrebas de l'escalier d'accès, la pierre tombale de l'abbé Isarn. Sur la paroi est de la chapelle sont exposés, chacun dans une niche ; le sarcophage de sainte Eusébie, celui des compagnons de sainte Ursule et pratiquement en face de la pierre tombale d'Isarn, l'épitaphe d'Hugues de Glazinis. Enfin sur une voûte, un fragment de fresque représente des moines bâtisseurs.

##### Pierre tombale d'Isarn
Aubin Louis Millin, dans son livre « Voyage dans les départements du midi de la France » est vraisemblablement le premier à donner une reproduction gravée de la plus célèbre œuvre d’art de l’abbaye. Cette plaque a été taillée dans le fond d'une cuve de sarcophage dont elle garde la forme. L'abbé Isarn est représenté gisant sur cette longue dalle terminée par deux demi-cercles, mais dont le centre est rectangulaire et plus large que ceux-ci. Le corps n'apparaît que dans les deux demi-cercles : la tête et le bâton pastoral dans l'un, les pieds dans l'autre. La plaque rectangulaire porte une inscription tracée sur huit lignes. De même, sur chaque circonférence, une inscription plus petite est gravée, ainsi que sur la barre du T du bâton pastoral. Ces inscriptions sont datées de la fin du XIe siècle et ont donc été réalisées peu de temps après la mort d'Isarn survenue en 1047,. Une traduction a été donnée par le père Paul Amargier et reproduite dans l'ouvrage de Charles Seinturier.

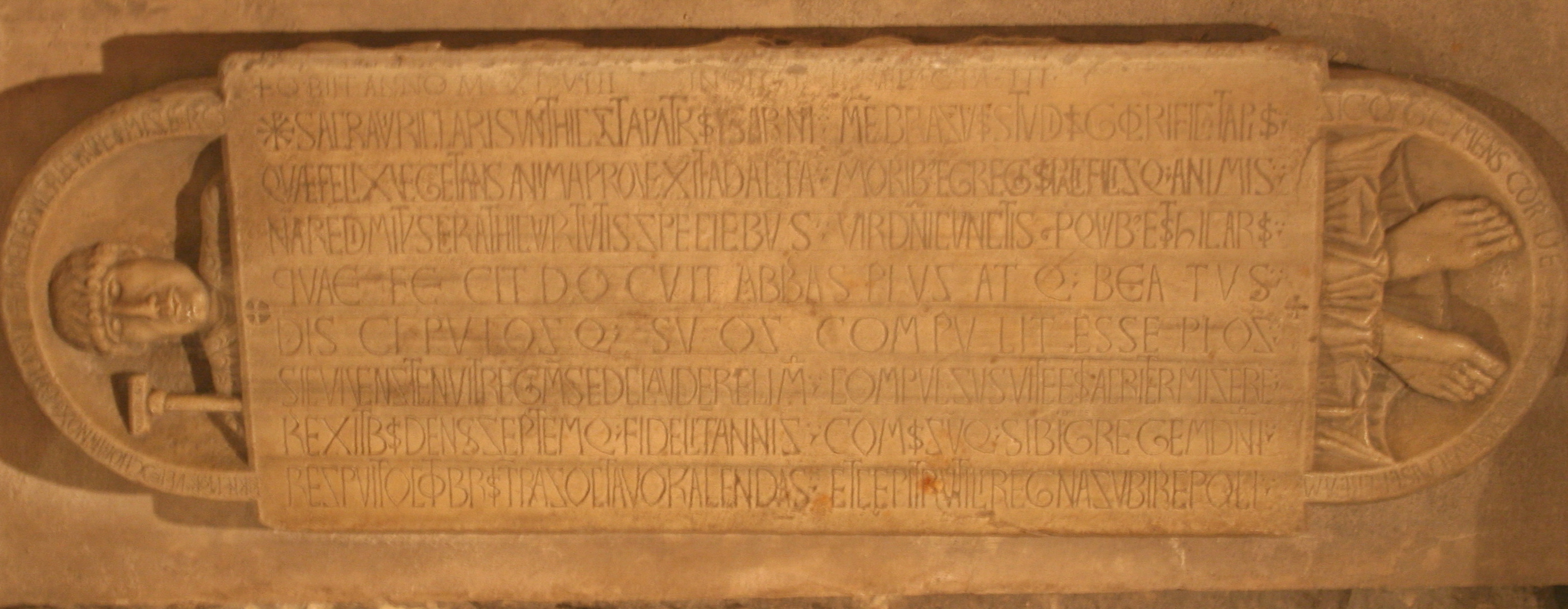
Pierre tombale d'Isarn.

De notre illustre père Isarn ce sont là les restes sacrés,
les membres rendus glorieux par tant de mérites. 

Son âme, elle, est heureusement parvenue aux cieux.
De mœurs exceptionnelles et d'esprit pacifique

il était accompli en toutes formes de vertu.
Homme de Dieu, il était pour tous et en tout joyeux.

Ce qu’il enseigna il le mit en pratique, abbé bon et bienheureux.
De ses disciples aussi il fit des hommes bons.

Telle fut sa règle de vie
et contraint de passer le seuil de l’existence

c’est avec courage qu’il la quitta.
Il régit, fidèle, deux fois dix plus sept (27) ans,

le doux troupeau du Seigneur à lui confié,
qu’il abandonna le huit des calendes d’octobre (24 septembre)
pour entrer dans le lumineux royaume.
Autour de la tête
Sois attentif, je t’en prie, toi qui lis, à ce qu’a fait de moi,
Misérable défunt, la loi née de la faute du premier homme.
Aux pieds
Et gémissant, du fond du cœur, dis et répète :
Dieu, aie pitié de lui. Amen.

##### Sarcophage de sainte Eusébie
Louis Antoine de Ruffi a représenté ce sarcophage dans son histoire de Marseille. Au centre du sarcophage (L = 2,05 × l = 0,62 × h = 0,54), datant du début du IVe siècle, est figuré un médaillon avec un portrait encadré par deux panneaux de strigiles. Sous le médaillon est représenté Jonas avec, à sa gauche, le gros poisson qui l'a avalé et rejeté. À droite, Moïse reçoit les tables de la loi. À gauche, Moïse frappe de son bâton un rocher pour en faire jaillir une source.

##### Sarcophage des compagnes de sainte Ursule
Ce sarcophage (L = 1,92 × l = 0,65 × h = 0,43) date de la première moitié du Ve siècle. La face antérieure est divisée par sept arcades reposant sur des colonnes. Au centre, le Christ, couronné par la main de Dieu, est debout sur une montagne d'où s'écoulent quatre rivières. Il est encadré par Saint Pierre portant une croix et par Saint Paul avec de chaque côté cinq apôtres. Sur la frise du couvercle sont figurés, à gauche, deux cerfs s'abreuvant encadrés par deux arbres : la scène représente le paradis. Au centre, deux anges portent un cadre au-dessus duquel sont représentés deux dauphins encadrant un chrisme. À droite, sont figurés le miracle des noces de Cana et celui de la grappe de la terre promise ,.

##### Épitaphe d'Hugues de Glazinis
Cette plaque funéraire date du milieu du XIIIe siècle. Elle est actuellement amputée de son coin inférieur droit mais a été représentée intacte par Louis Antoine de Ruffi. En bas à gauche, est représenté le portail de l'abbaye surmonté du clocher flanqué de deux tours. Au centre, se trouve une croix de Malte et à droite, un prêtre revêtu des ornements sacerdotaux.

##### Les moines bâtisseurs
Un reste de peinture murale du XIIIe siècle figure sur un arc-doubleau de la chapelle d'Isarn. Sur ce fragment de fresque à fonds rouges, cernes noir et tuniques bleu turquoise, on reconnaît une scène de chantier de construction. Les gestes des ouvriers sont attentionnés. L'un manie un outil de tailleur de pierre. Derrière lui, un autre ouvrier coiffé d’une cagoule, s'avance courbé sous une charge de moellons. Devant, un troisième ouvrier manie une pelle tandis qu'un quatrième avance avec un outil de couvreur. L'artiste a représenté les corps de métier qui travaillent au XIIIe siècle à l’achèvement de l’église supérieure.

Sarcophages et peinture de la chapelle d'Isarn
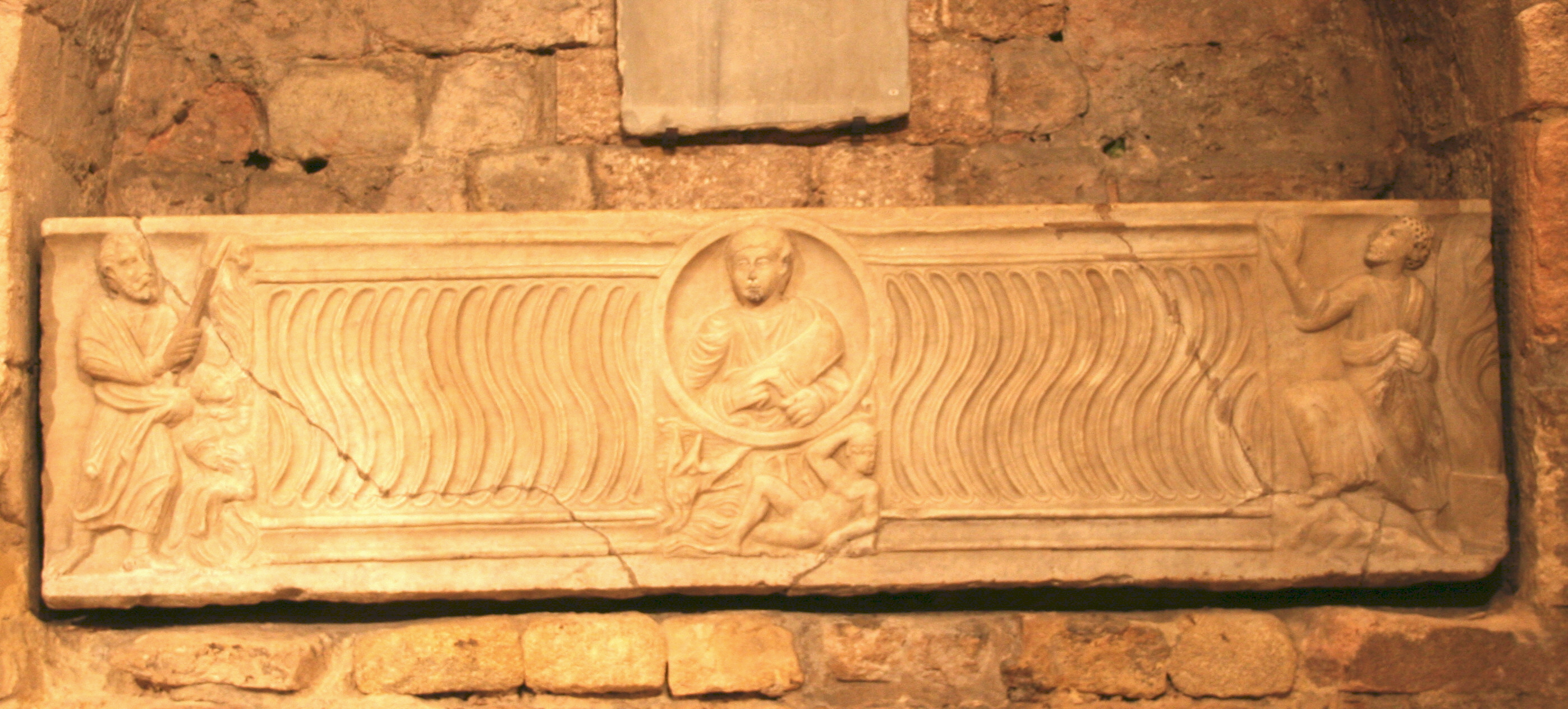
Sarcophage de sainte Eusébie.
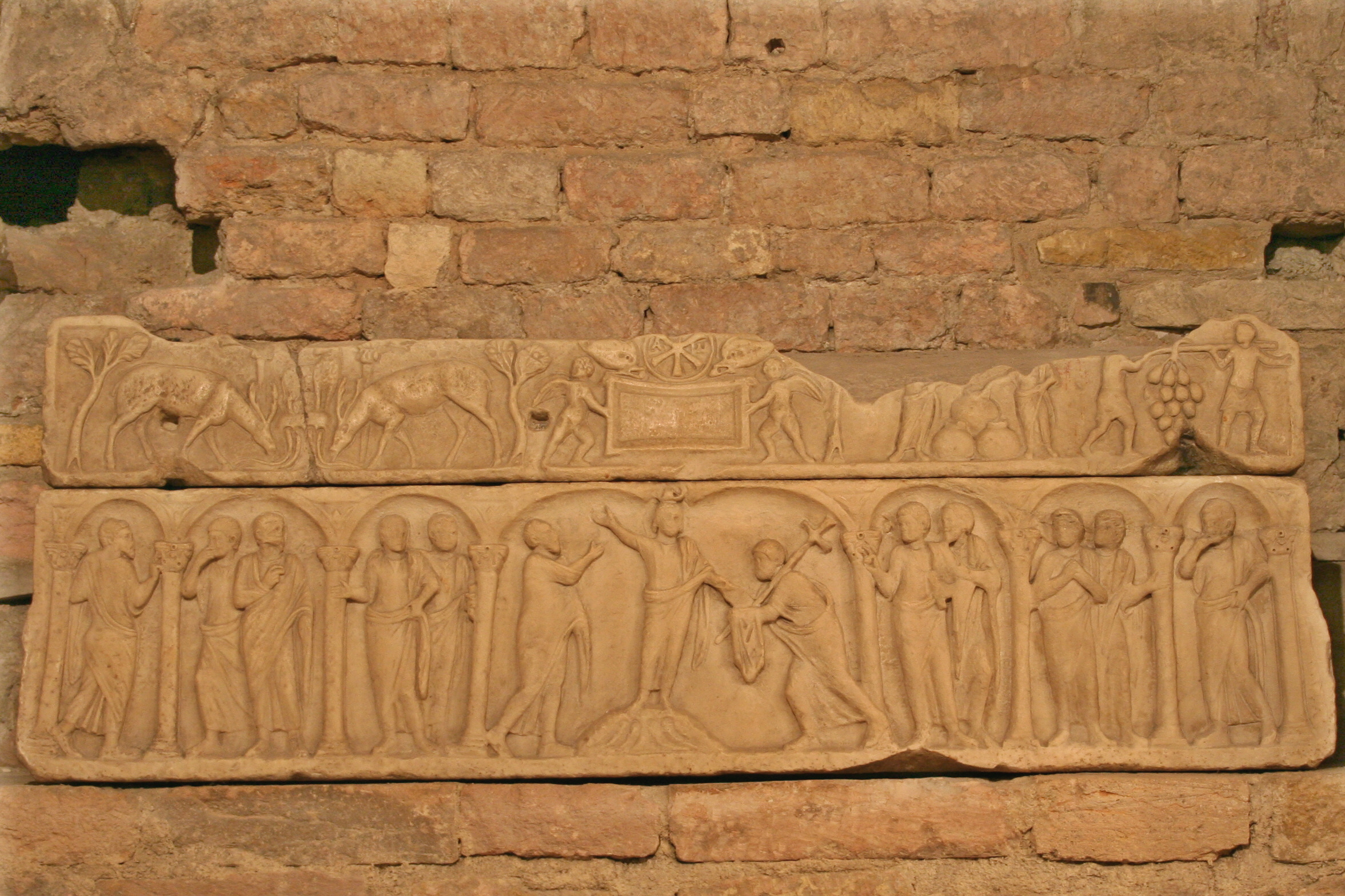
Sarcophage des compagnes de sainte Ursule.
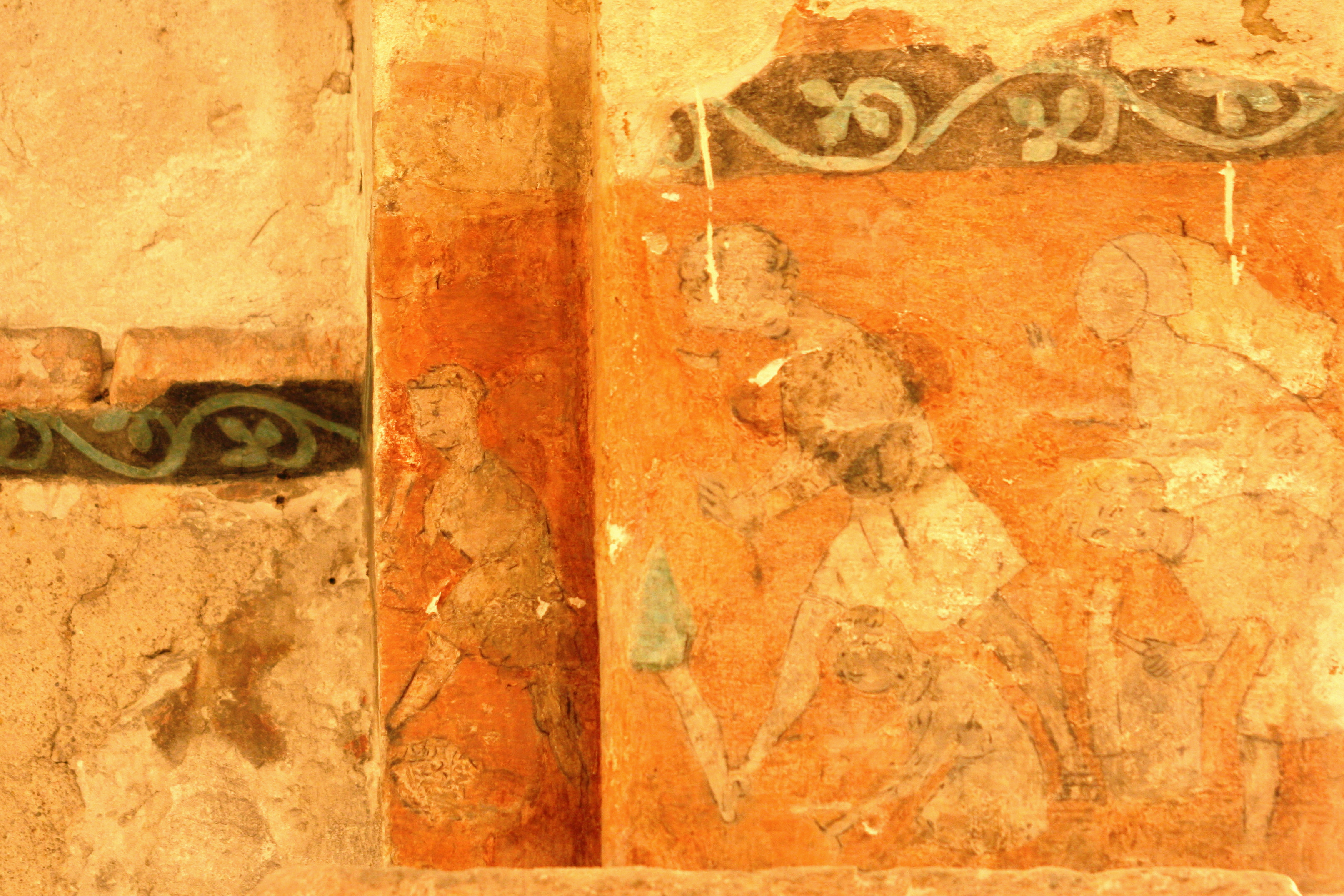
Les moines bâtisseurs.

#### Chapelle Saint-André

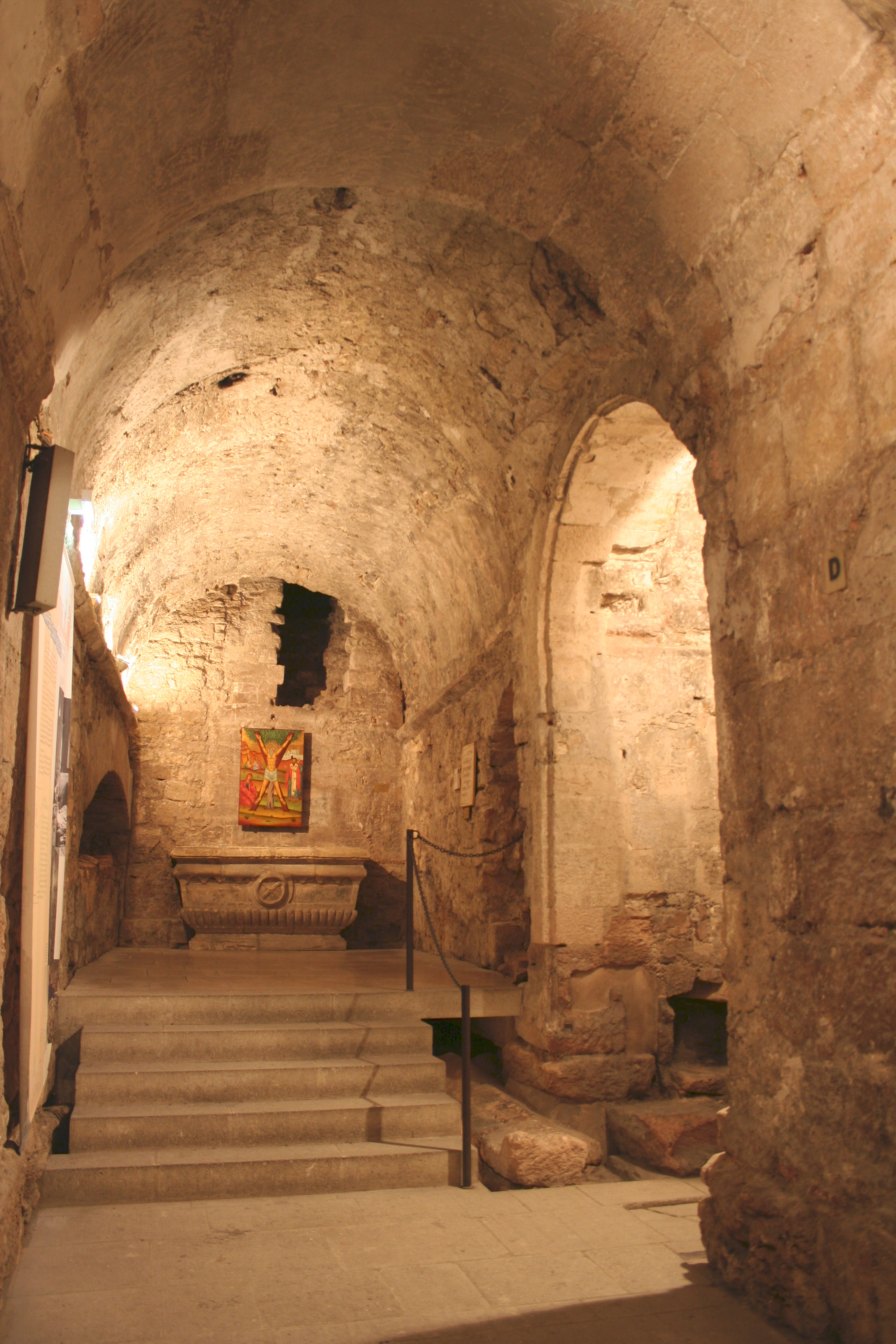
Chapelle Saint-André.

À partir de la chapelle d'Isarn, en se dirigeant vers le nord, on accède à la chapelle Saint-André qui est englobée dans les fondations de la tour d'Isarn. Dans cette chapelle, se trouvait une croix en X qui provenait d’un larcin fait à Patras en Grèce par quelque seigneur de la quatrième croisade et contenait les reliques de saint André. Elle a été remise, le 19 janvier 1980, par une délégation du diocèse de Marseille et de la paroisse de Saint-Victor sous la conduite du cardinal Roger Etchegaray, archevêque de Marseille, à l'archimandrite de l'église grecque qui en remerciement fit don d'une icône à l'effigie du saint ,. Une ouverture à l'est permet d'apercevoir des fouilles et quelques sarcophages en place.

#### Ancienne sacristie
À l'ouest de la chapelle Saint-André se trouve une salle découverte en 1857, appelée ancienne sacristie. Dans cette salle, sont exposés différents vestiges, notamment : l'épitaphe de Fortunatus et Volusianus, le sarcophage du Christ trônant, le sarcophage des brebis et des cerfs, un fragment du sarcophage de l'Anastasis, un couvercle de sarcophage à acrotères et une épitaphe antique païenne.
En entrant dans cette salle, on aperçoit, à droite, la base ouest de la tour d’Isarn, réalisée en pierres de taille bien appareillées issues du cap Couronne. La puissance de cette maçonnerie contraste avec la rusticité des constructions antérieures et autorise à attribuer l’édification de la tour d’Isarn à une période jouissant de tout autres moyens techniques et financiers, soit le début du XIIe siècle.

##### Épitaphe de Fortunatus et Volusianus
Voir le paragraphe période grecque et romaine de l’histoire de l'abbaye.

##### Sarcophage du Christ trônant

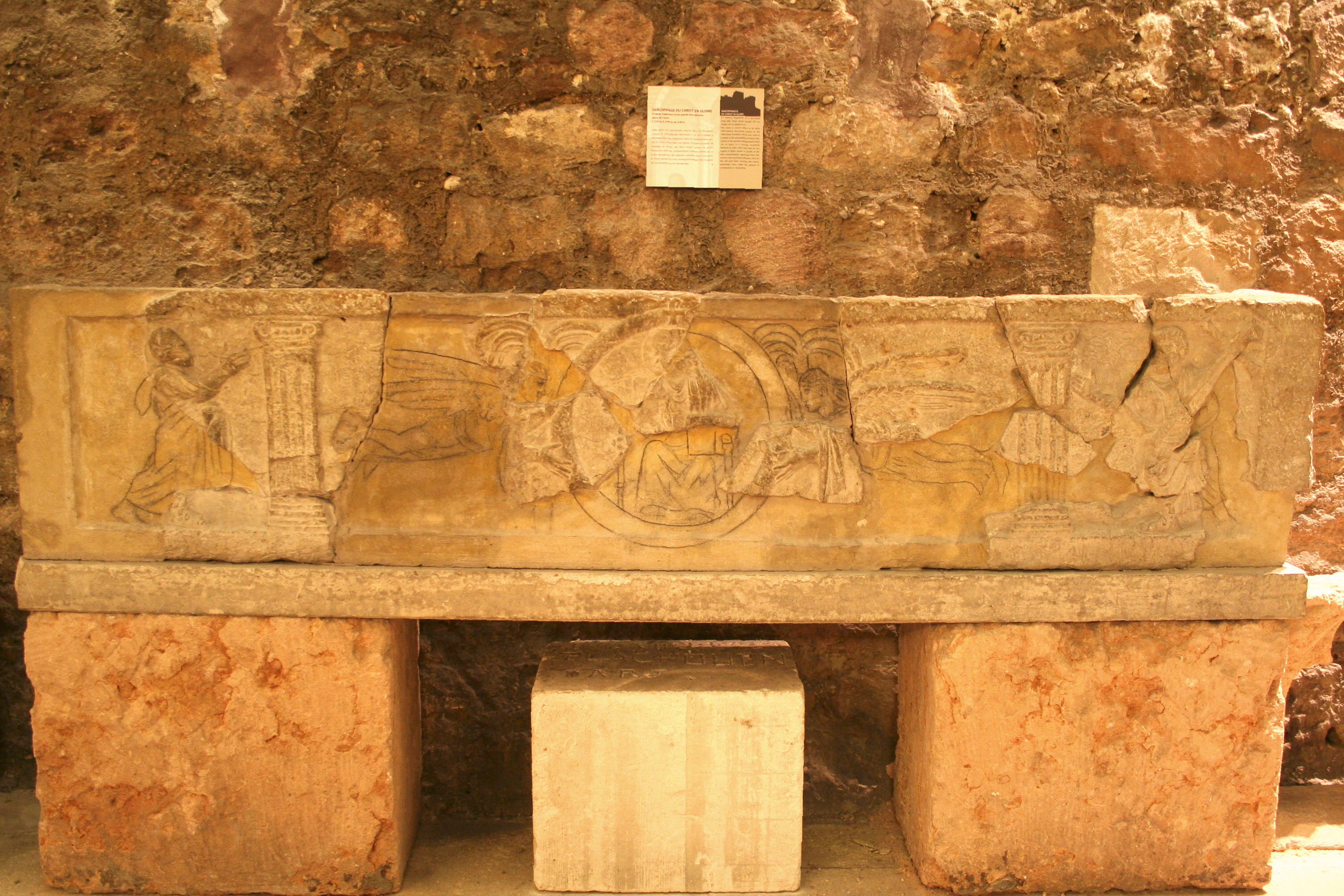
Sarcophage du Christ trônant.

Ce sarcophage (L = 2,07 × h = 0,44) en pierre de Cassis date du milieu du Ve siècle. Il ne subsiste que des fragments qui ont permis une reconstitution grâce à des anciens dessins conservés. Au centre, le Christ est représenté dans un médaillon porté par deux génies ailés ; il est assis et porte un livre ouvert. Aux deux extrémités, saint Paul à gauche et saint Pierre à droite portant la croix, sont tournés vers le Christ et l'acclament.

##### Sarcophage des brebis et des cerfs

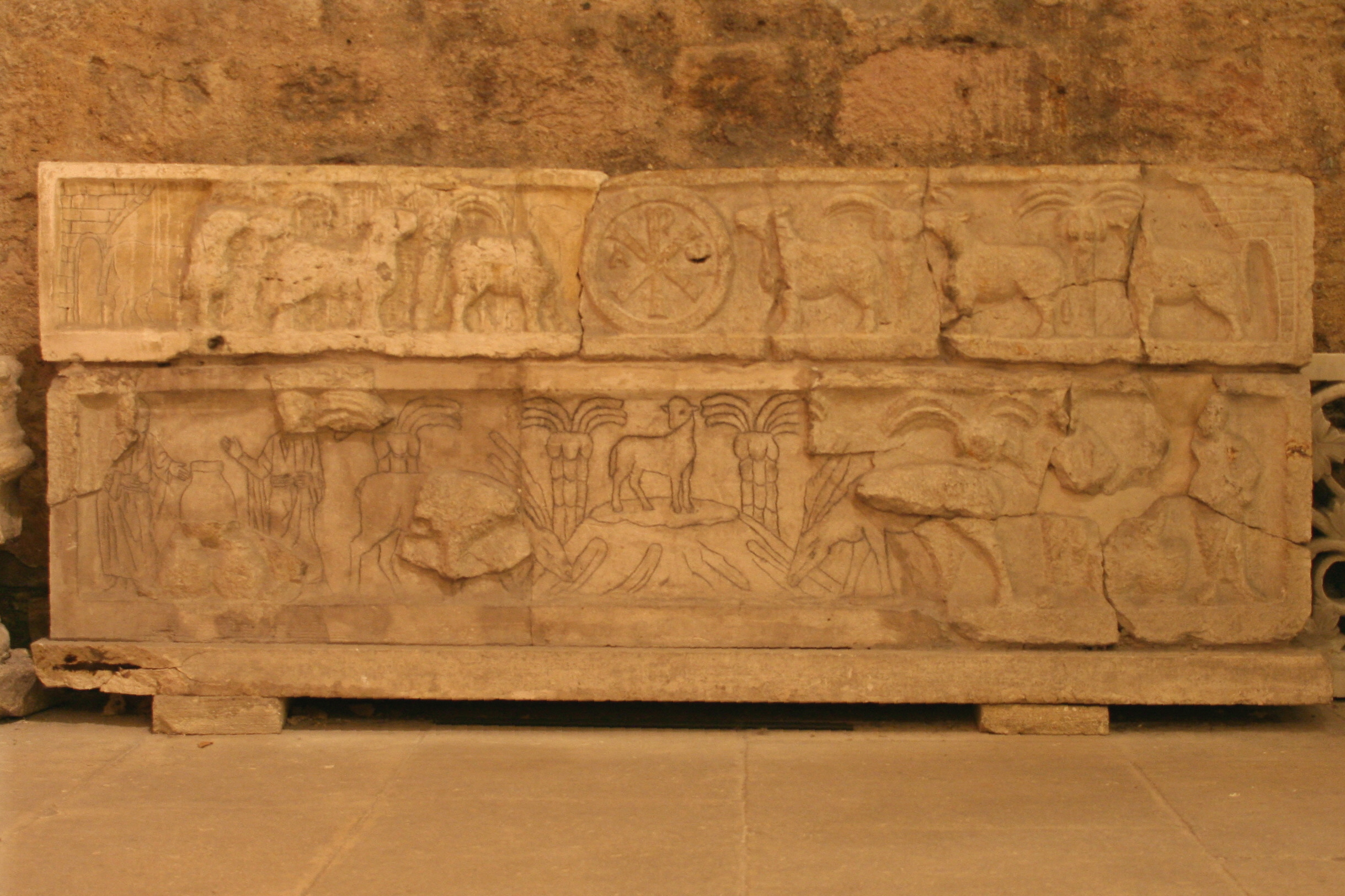
Sarcophage des brebis et des cerfs.

Ce sarcophage en pierre de Cassis de 2 mètres de longueur date du Ve siècle. Il a pu être reconstitué grâce aux dessins anciens de Louis Antoine de Ruffi et de Joseph Marchand. Les scènes représentées sur la cuve du sarcophage sont : au centre, l'agneau divin debout sur une montagne d'où s'écoule les fleuves du paradis, à gauche et à droite respectivement les miracles de Canna et de la multiplication des pains. Le couvercle est orné de deux groupes de trois brebis se dirigeant vers le centre où est figuré le chrisme avec un ρ latinisé et les lettres Α (Alpha majuscule) et ω (oméga minuscule).

##### Fragment de sarcophage «de l’Anastasis»
Fragment d'un sarcophage en marbre de Carrare datant de la fin du IVe siècle. Parmi les quatre arcades conservées, se trouve le compartiment central original figurant la croix surmontée du chrisme. Les soldats gardiens du tombeau de part et d'autre de la hampe représentent les barbares vaincus. Les deux apôtres, qui acclament le motif central, sont, à droite, saint Paul au front dégarni et, à gauche, saint Pierre. Sur les autres arcades figuraient les autres apôtres.

##### Couvercle de sarcophage à antéfixes

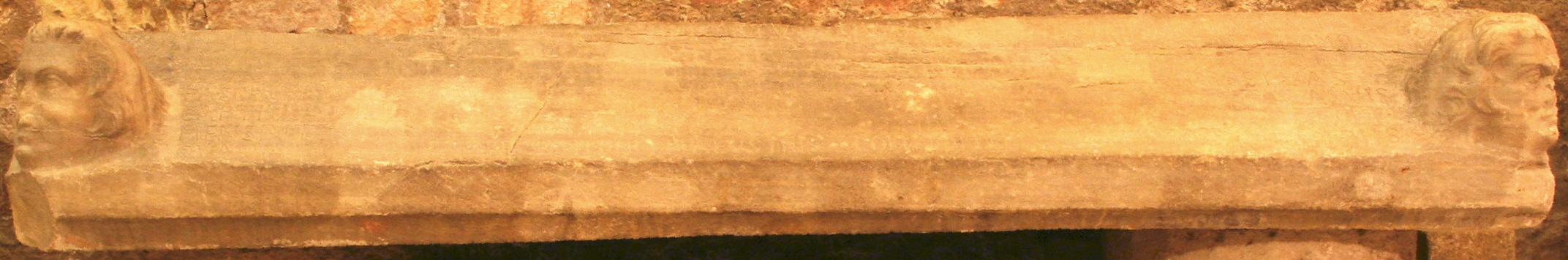
Couvercle de sarcophage à acrotères.

Ce couvercle de sarcophage est orné sur sa face antérieure de deux acrotères représentant une tête d'homme à la longue chevelure ondulée. Sur cette face antérieure, une longue inscription datant du réemploi au Ve siècle - VIe siècle est gravée pour glorifier une noble dame Eugénie.

##### Épitaphe antique païenne
Cette stèle funéraire de la deuxième moitié du IIe siècle a été découverte en réemploi dans de la maçonnerie médiévale. La formule funéraire DM gravée à l’intérieur d'un demi cercle signifie "aux dieux mânes" (Dis Manibus).

#### Le martyrium
Le martyrium est élevé au-dessus de deux tombes jumelles datant de la fin du IVe siècle, creusées dans le rocher. Ces tombes de direction nord-sud sont fermées par de lourdes dalles en pierre de Cassis et renfermaient le corps de deux hommes. L'interprétation traditionnelle, depuis les fouilles effectuées en 1963 par Fernand Benoit, consiste à considérer ces corps comme ceux de martyrs d'où le nom de martyrium.
Sur ces tombes, une petite basilique est construite dès l'époque paléochrétienne dont la structure reste perceptible malgré les remaniements effectués au Moyen Âge. Cette basilique comprend une nef centrale de faible largeur (3,17 m), voûtée en berceau et des bas-côtés avec des arcs doubleaux retombant sur des piles carrées en pierre du cap Couronne. Le collatéral droit, à l'ouest, a été fortement modifié au Moyen Âge.
Contre le pilier gauche, à l'entrée de la nef, est placée la statue de la Vierge noire ou Notre-Dame de la Confession tandis que le sarcophage de Saint-Cassien est placé au centre.

##### La Vierge noire ou Notre-Dame de la Confession
Cette statue, d’une hauteur de 98 centimètres, en bois de noyer qui noircit en vieillissant, date de la fin du XIIe siècle - début XIVe siècle. Pendant la Révolution, cette statue a pu être sauvée mais le trésor, constitué de vêtements et bijoux, est dispersé en 1794. La statue est vendue aux enchères et adjugée à M. Laforêt, officier municipal ; elle est ensuite exposée dans différentes églises puis portée solennellement à Saint-Victor le 20 mai 1804.
La vierge Marie, couronnée et voilée, trône en majesté, tenant, de la main gauche, l’enfant Jésus sur ses genoux. Elle est tout spécialement honorée le 2 février, jour de la chandeleur.

##### Sarcophage de Jean Cassien

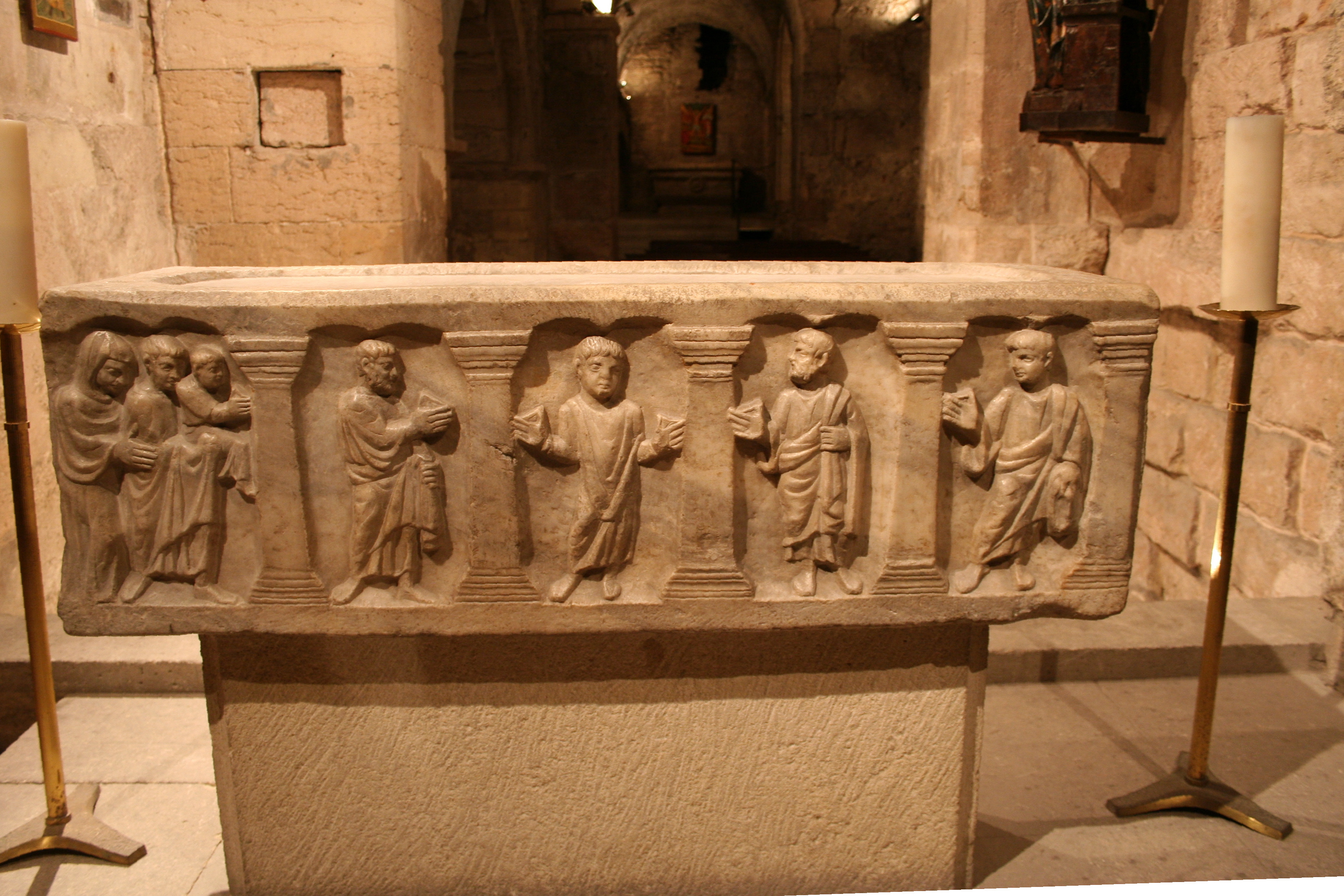
Sarcophage de Jean Cassien.

Ce sarcophage (L = 1,40 × l = 0,48 × h = 0,45) en marbre de Saint-Béat était destiné à un enfant et date de la première moitié du Ve siècle. Il est compartimenté en cinq niches séparées par des pilastres. À gauche, les parents présentent l'enfant mort. Au centre, un jeune homme est représenté les deux bras levés en signe de prières. Les trois autres compartiments sont occupés par des saints,.

##### Tombe de saint Chrysante et sainte Darie
Ce sarcophage de 2,14 mètres de longueur en marbre de Carrare date de la fin du IVe siècle. La grande face du sarcophage est divisée en sept compartiments avec, au centre, une croix dressée sur une montagne d'où naissent les fleuves du paradis dans lesquelles s'abreuvent deux cerfs. Dans les trois compartiments de gauche sont figurés trois scènes de la vie de saint Paul représenté acclamant le Christ, arrêté par un soldat et martyrisé. À droite, des scènes de la vie de saint Pierre représenté acclamant le Christ, le reniant et son arrestation.

#### Chapelle Saint-Lazare

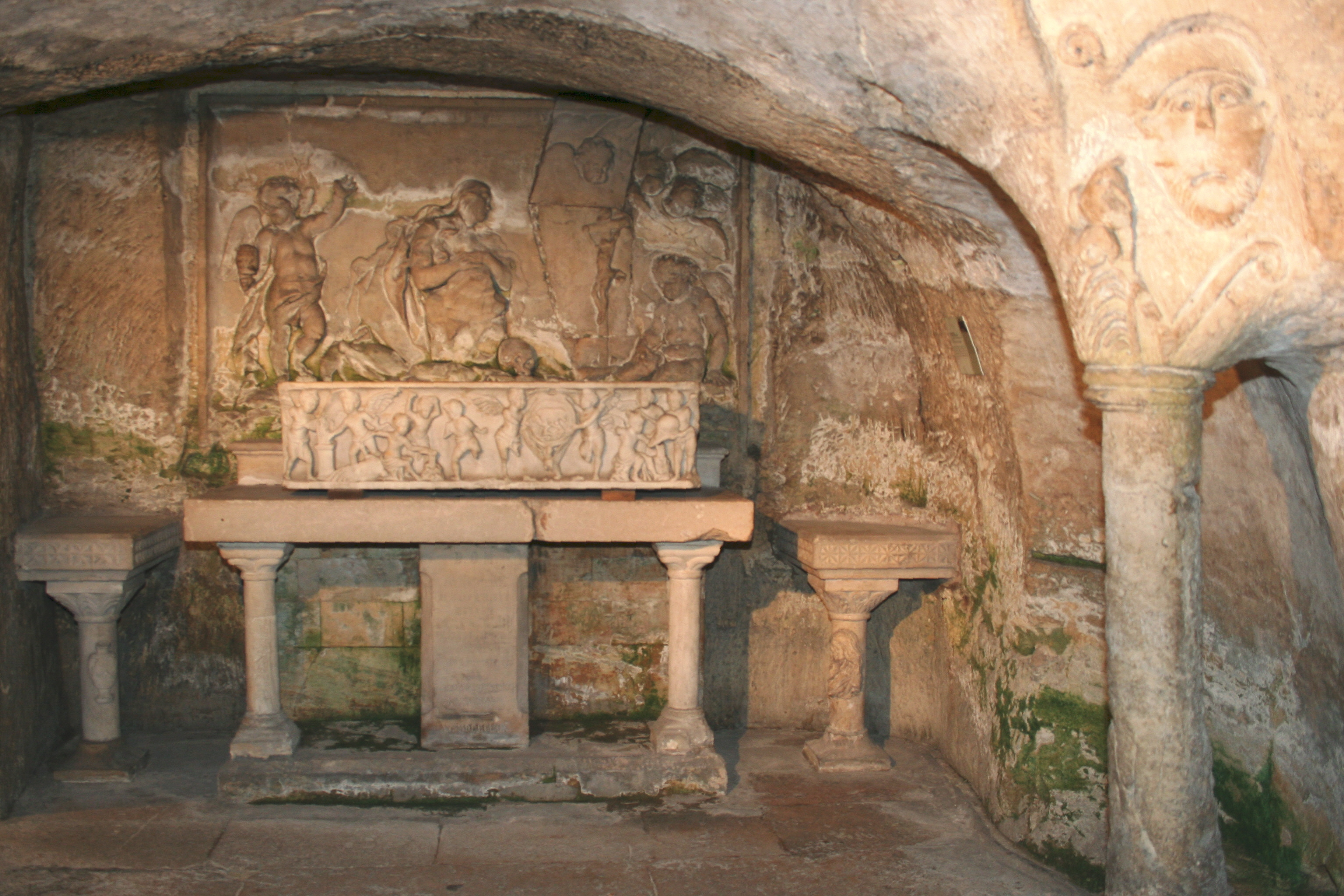
Chapelle Saint-Lazare.

L'entrée de cette chapelle est encadrée par deux piliers : à gauche, un pilier actuellement non visible, car protégé par un coffrage de bois et, à droite, une colonne ronde taillée dans le rocher, dont le chapiteau figure une tête.
La figure du chapiteau serait celle de Lazare, évêque d'Aix-en-Provence, venu à Marseille. Seule la tête, dont les traits dénotent d'un net archaïsme, est représentée avec une crosse tenue par une main.
Le sarcophage (L = 1,30 × l = 0,36 × h = 0,33) est dit « des saints Innocents ». Il est en marbre blanc, daterait du IIe siècle et aurait été découvert en 1628. La face antérieure est divisée en quatre groupes : à gauche deux amours forgent un grand bouclier rond, ensuite trois amours forgent une jambière, puis deux amours tiennent un disque reposant sur la tête d'un sphinx et figurant Romulus et Remus allaités par une louve, et enfin trois amours forgent un casque.
Sur le bas relief, Madeleine est représentée s'appuyant sur un rocher au pied duquel se trouve un crâne. Cinq anges sont figurés ainsi qu’un christ sur la croix. Cette œuvre est attribuée à un élève de Pierre Puget.

#### Atrium et chapelle Saint-Blaise

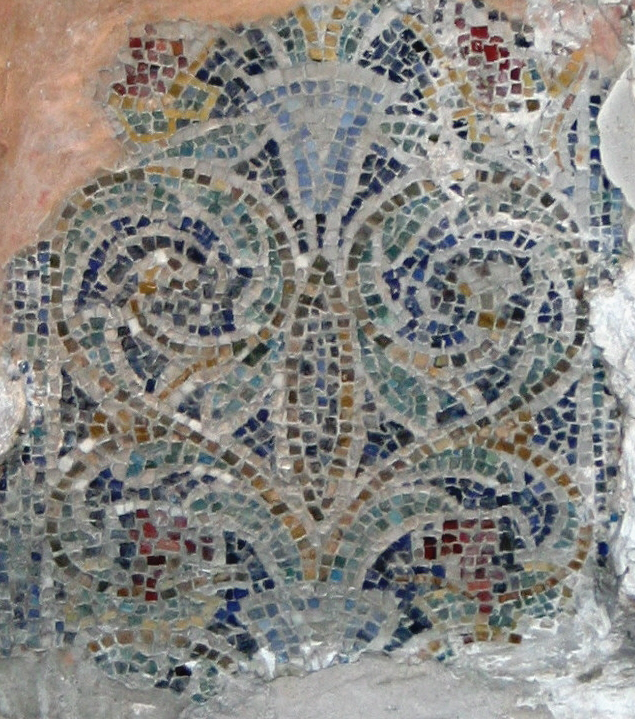
Mosaïque florale.

L'Atrium, également appelé plan carré, comportait neuf colonnes, provenant d'édifices païens, dont trois étaient de marbre et les autres de granit. Le préfet Charles-François Delacroix, sous prétexte de procéder à des travaux de consolidation, fit ôter vers 1803 ces piliers antiques pour les remplacer par des colonnes d'un style mal défini. Les trois faces, sud, est et ouest de l'Atrium étaient ornées de colonnes monolithes, de granit, sauf la colonne de l’ouest, en marbre, dont deux seulement furent remplacées par des colonnes en pierre ; la colonne de l'ouest n’a pas été remplacée et aux deux colonnes des angles sud-est et sud-ouest, ont été substitués des piliers adossés au mur méridional qui forme le fond de l'atrium. Les quatre colonnes de la face nord de l'atrium furent remplacées par des fûts à tambours cylindriques trop épais. Les colonnes originales furent utilisées pour orner des jardins et des carrefours. Une de ces colonnes supporte, rue d’Aubagne, le buste d’Homère,.
Une mosaïque florale est le seul vestige de la décoration de l’Atrium et date du Ve siècle-VIe siècle. Le motif comprend des éléments en forme de calice alternant avec d’autres évoquant des amandes allongées, avec de part et d’autre des volutes,.

## Maîtres de musique
- Esprit Antoine Blanchard, nommé en 1717
- Laurent Belissen, nommé vers 1722

## Abbés
- Liste des abbés de Saint-Victor

## Moines célèbres
- Honorat Almaric, vers 1450, devient abbé de l'abbaye Notre-Dame de Valsaintes en 1461, il était auparavant prieur de l'abbaye de La Celle. En 1487, il siégea après les abbés de Saint-Victor et de Sénanque et immédiatement avant les députés des évêques aux États de Provence tenus cette année-là à Aix. Vivant encore en 1496, il fut inhumé à Saint-Victor[82].
- Gennadius de Marseille (mort vers 492-505), moine érudit de l'abbaye, historien, auteur d'une De viris illustribus (vers 475-480).

## Terriers, propriétés et revenus

### Abbayes, prieurés, et cures
- Abbaye Saint-Pierre-Saint-Paul de Caunes-Minervois, décision en 1362 du pape Innocent VI[83].
- Abbaye de Troclar à Lagrave dans le Tarn, en 1060 [84]
- Monastère de Sant Joan de les Abadesses (887, moniales) - (1099, moniales et moines) - (1111)
- Monastère de Ripoll (moines), de 1070 à 1169.

### Domaines, moulins, terrains
La carte des prieurés et églises victorins en Basse Provence aux XIe et XIIe siècles témoigne de l'influence à la fois religieuse, politique et économique de l'abbaye dans l'ensemble de la Provence. Encore aujourd'hui, de nombreux toponymes témoignent de cette présence multiple et ancienne en Provence, comme celles de lieu-dit sans lien établi avec l'abbaye, ou correspondant aux anciens prieurés dépendant de la manse abbatiale dans les villages voisins, par exemple, Saint-Victor à Cucuron.

## Vie associative et traditions
Afin de célébrer le sixième centenaire de la consécration du nouveau maître autel effectuée le 15 octobre 1365 par le pape Urbain V à l'occasion de la fin des travaux de rénovation de l'église abbatiale de Saint-Victor, l'année 1965 est déclarée année Saint-Victor et un congrès est organisé les 29 et 30 janvier 1966. Le recueil des actes de ce congrès a fait l'objet d’une publication spéciale de la revue Provence Historique. En 1963, afin de préparer ce colloque, la ville de Marseille et le ministère des Affaires culturelles entreprennent des fouilles confiées à Fernand Benoit, membre de l’Institut, et une restauration complète de l'abbaye qui entre à l'Inventaire des monuments historiques en 1997. Ces fouilles ont abouti à diverses découvertes dont celle de la tombe rupestre du martyrium. À l'issue de ce colloque est créée l'Association des amis de Saint-Victor.

### Association des amis de Saint-Victor
Créée par Suzy Fouchet en 1966, l'objet de cette association est de promouvoir le rayonnement de Saint-Victor et d'organiser deux à trois fois par an des activités artistiques, culturelles ou archéologiques.
La renommée du festival de musique de Saint-Victor a largement dépassé les limites de la ville de Marseille avec des invités prestigieux : Yehudi Menuhin, Alexandre Lagoya, Maurice André, Jean-Pierre Rampal, Pierre Amoyal, Marie-Claire Alain, Bernard Soustrot, etc.

### La chandeleur

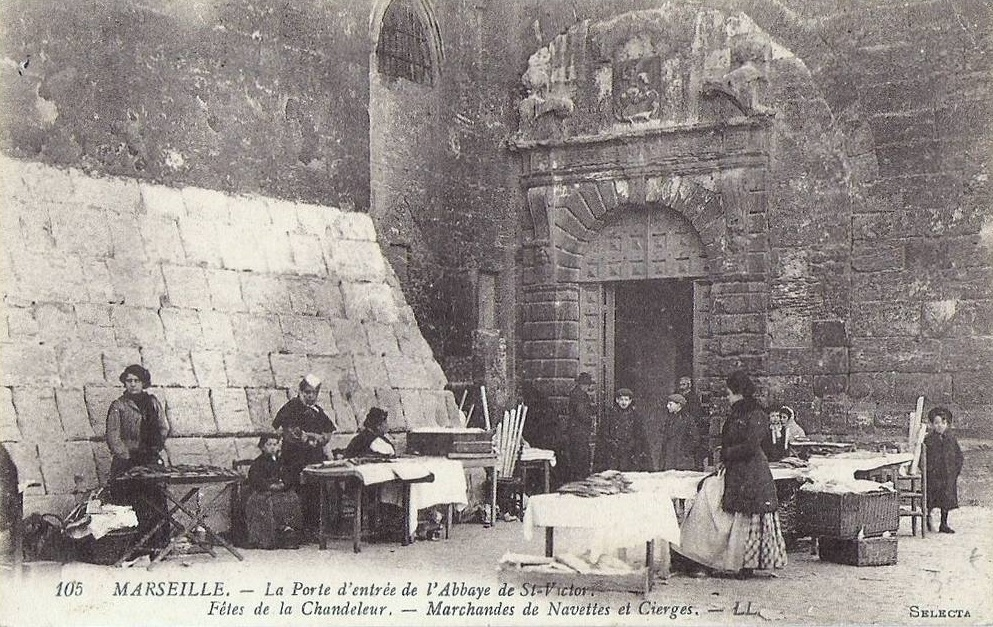
Marchandes de navettes et de cierges, lors de la chandeleur, devant l'abbaye Saint-Victor.

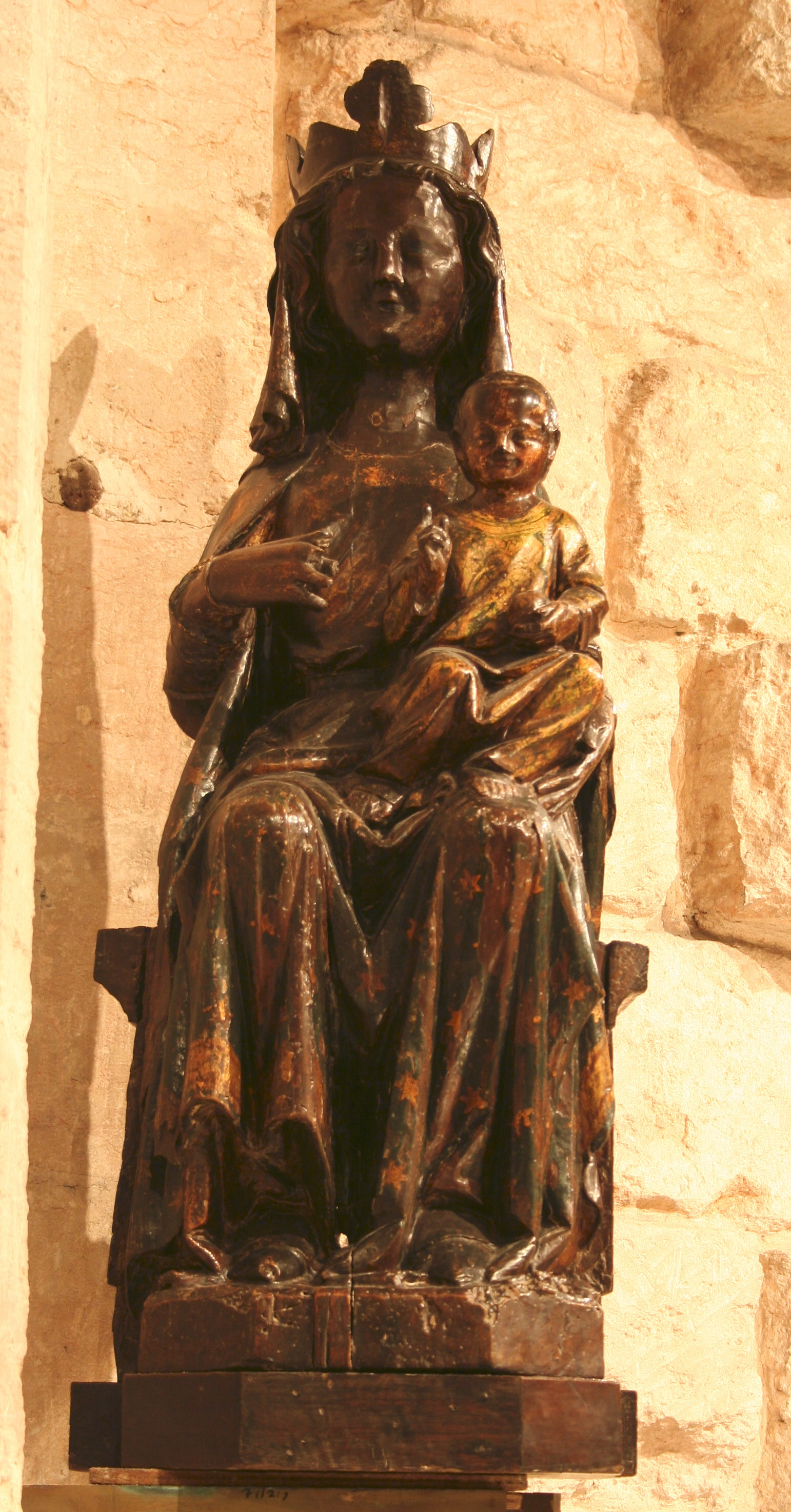
Vierge noire en noyer du XIVe siècle.

Suivant le chapitre XII du Lévitique de l’Ancien Testament, une femme qui accouche d'un garçon doit attendre 40 jours pour fréquenter à nouveau le temple ; ce délai est de 80 jours en cas de naissance d'une fille. La Vierge Marie présente donc son fils au temple le 2 février et y apporte des offrandes. Ce jour est appelé la chandeleur. La statue de la Vierge noire est exposée dans l'église supérieure et une procession est organisée. Cette fête, typiquement marseillaise, est très populaire et rassemble au début du XIXe siècle entre 60 000 et 80 000 personnes. À cette occasion, on achète à la boulangerie proche des navettes. Ce biscuit en forme de bateau rappelle la barque qui, selon la légende, aurait amené aux Saintes-Maries-de-la-Mer : Marie Salomé, Marie Jacobé et Marie Madeleine accompagnées de Sarah.

### Cierges de cire verte
Des cierges de cire verte sont brûlés en offrande dans l'église notamment durant la chandeleur. L'origine de cet usage est fort ancienne. François Marchetti signale cette pratique dans son livre Explications des usages et coutumes marseillais, paru en 1683. D'après cet auteur, cette pratique rappelle que Marie a eu le privilège de pouvoir enfanter tout en restant vierge, car l'usage de la cire verte était réservé aux comtes de Provence pour sceller les parchemins accordant ou confirmant un privilège. Une autre explication plus simple, est de voir dans le vert, symbole des jeunes pousses de la nouvelle année, la couleur de l'espérance.

## Saint-Victor et les écrivains
Jean-Baptiste Grosson écrivit, en 1770, dans son Almanach : 
«  L’origine de cette Église est due à la piété des premiers Fidèles. Elle n'a d'abord été qu'une grotte ou caverne qui étant pour lors éloignée de la Ville, & dans l'emplacement des anciens Champs Elisées, ou ossuarium des Marseillois, servoit de retraite aux premiers Chrétiens, pour y aller célébrer les saints Mystères, & ensevelir les corps des Martyrs. Il y a auprès de cette grotte, qui est aujourd'hui renfermée dans l'église inférieure, une chapelle dédiée à Notre-Dame de Confession, dont l'Autel fut construit sous l'empereur Antonin qui vivoit l'an 140. Victor, Officier des troupes Marseilloises, ayant souffert le Martyre sous Dioclétien, l'an 303, le 21 juillet, les Fidèles ensevelirent son corps dans cette grotte. »
André Suarès écrit dans Marsiho : « quant aux églises, elles sont la honte de Marseille, moins deux, où personne ne va, Saint-Victor et la Vieille Major ».
Blaise Cendrars, dans son livre Le Vieux Port, écrit « […] Saint-Victor qui pourrait être la plus vénérable basilique de France si Viollet-le-Duc n'était pas passé par là pour camoufler, sous prétexte de restauration, ce haut-lieu de l'Esprit en un vieux bâtiment d'aspect gothique ».

#### Provence historique,nospécial “ Histoire de l'Abbaye Saint-Victor de Marseille ”, 1966, tome 16, fascicule 65
- Fernand Benoît, « Le martyrium de l'abbaye Saint-Victor », p. 259-296 (lire en ligne)
- Henri-Irénée Marrou, « Le fondateur de Saint-Victor de Marseille : Jean Cassien », p. 297-308 (lire en ligne)
- Paul Amargier, « 966 ou 977 : La date d'un millénaire ? », dans Provence historique, p. 309-321 (lire en ligne)
- Fr.D. Buenner, « Traditions mariales à Saint-Victor de Marseille », p. 322-336 (lire en ligne)
- J. Ainaud de Lasarte, « Rapports artistiques entre Saint-Victor et la Catalogne », p. 337-346 (lire en ligne)
- A. Pladevall Font, « San-Miquel-del-Fai, prieuré victorin catalan », p. 347-360 (lire en ligne)
- Cinzio Violante, « Les origines des fondations victorines dans la cité et au diocèse de Pise », p. 361-376 (lire en ligne)
- Alberto Boscolo, « Le prieuré victorin de Saint-Nicolas de Guzule », p. 377-386 (lire en ligne)
- Giancarlo Sorgia, « Une lettre inédite (1140) de Bernard, prieur de San Saturno, à Pierre, abbé de Saint-Victor », p. 387-392 (lire en ligne)
- Edouard Baratier, « La fondation et l'étendue du temporel de l'abbaye de Saint-Victor », p. 395-441 (lire en ligne)
- Madeleine Villard, « Un prieuré victorin languedocien : Saint-Pierre du Vigan au Moyen Âge », p. 442-452 (lire en ligne)
- Jean-Claude Devos, « L'abbaye de Saint-Victor du temps d'Urbain V », p. 453-460 (lire en ligne)
- Victor Saxer, « Les calendriers liturgiques de Saint-Victor et le sanctoral médiéval de l'abbaye », p. 463-519 (lire en ligne)
- Jean Chelini, « La bibliothèque de Saint-Victor au Moyen Âge », p. 520-527 (lire en ligne)
- Louis Stouff, « Une création d'Urbain V : le studium papal de Trets (1364-1365) », p. 528-539 (lire en ligne)
- Noël Coulet, « Jean de Vitrolles, moine de Saint-Victor, et les commencements de l'Université d'Aix-en-Provence », p. 540-551 (lire en ligne)
- Jean-Rémy Palanque, « Des marbres africains pour Saint-Victor ? », p. 552 (lire en ligne)

### Œuvre et fictions
- L'abbaye a été en décors de fond pour la fiction Draculi & Gandolfi de Guillaume Sanjorge[91]